# Personaggi di Dragon Ball

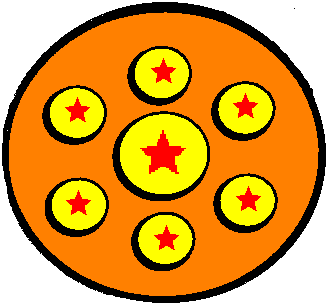
I protagonisti di Dragon Ball nella sigla finale originale.

Questa è la lista dei personaggi di Dragon Ball, manga scritto e illustrato da Akira Toriyama. Gli stessi compaiono anche nelle serie televisive anime, nei film e nei media derivati. La serie prende posto in un universo immaginario nel quale compare in due occasioni anche il cast di Dr. Slump, precedente opera di Toriyama.

## Creazione
I primi personaggi della serie sono basati sul classico della letteratura cinese Il viaggio in Occidente: Son Goku deriva da Sun Wukong, Bulma dal monaco Sanzang, Olong da Zhu Wuneng e Yamcha da Sha Wujing. I nomi di molti personaggi di Dragon Ball derivano da giochi di parole che accomunano i personaggi appartenenti agli stessi gruppi. Così per esempio la famiglia demoniaca ha nomi ispirati agli strumenti musicali; Bulma e i suoi due figli Trunks e Bra hanno nomi che derivano dalla biancheria intima; i Saiyan sono collegati alle verdure e i membri della Squadra Ginew hanno nomi ispirati ai latticini; infine il nome di Freezer significa "congelatore" in inglese e tutti i suoi sottoposti hanno nomi ispirati ad alimenti normalmente posti nel frigorifero: frutta (kiwi, durian, zaban), verdura e latticini; inoltre suo padre si chiama Re Cold e suo fratello Cooler.
Durante lo sviluppo iniziale dell'arco dei cyborg, Toriyama desiderava puntare sui soli Numero 19 e 20. Dopo avere parlato con il suo ex-editore Kazuhiko Torishima sul futuro della serie gli fu consigliato, tuttavia, di creare nuovi antagonisti per Goku. Toriyama pensò così ai personaggi di Numero 17, 18 e 16, ma il suo editore, non convinto di questi antagonisti, lo persuase a inserire un ulteriore nemico, Cell.

## Personaggi principali

### Son Goku
Son Goku (孫 悟空?, Son Gokū), chiamato solitamente Goku, è il protagonista dell'opera. Puro di cuore, ama molto mangiare, allenarsi e mettersi alla prova combattendo contro avversari sempre più forti. Nonostante la sua immensa forza egli non agisce mai egoisticamente ma al contrario salva più volte la Terra e l'universo dalle forze del male. Nel crearlo Toriyama si è basato su Sun Wukong, personaggio coprotagonista de Il viaggio in Occidente. Allenato prima dal Maestro Muten e in seguito da Dio, Goku diverrà via via sempre più forte, sconfiggendo vari avversari, incluso il Grande Mago Piccolo, e dando prova di essere il guerriero più forte del mondo. Cinque anni dopo il 23º Torneo Tenkaichi Goku scopre di appartenere alla razza dei Saiyan, di chiamarsi Kakaroth (Kaarot nel doppiaggio italiano dell'adattamento animato) e che la sua missione originale era quella di sterminare i terrestri. Per salvare suo figlio Gohan dal proprio fratello Radish si allea con Piccolo e infine si sacrifica per permettere a quest'ultimo di uccidere il malvagio extraterrestre. A partire da questo momento Goku subisce una rapida escalation di potere che lo porta in poco tempo a tramutarsi in un Super Saiyan e a sconfiggere Freezer, Cell (che verrà sconfitto dal figlio Gohan) e Majin Bu, potenti nemici che minacciano la pace nell'universo.

### Bulma
Bulma (ブルマ?, Buruma) è una ragazza di bell'aspetto, intelligente, ma anche testarda, che all'inizio della storia crea il radar cerca-sfere per localizzare le sfere del drago. Parte, dunque, per cercare le sfere imbattendosi in Goku e, impressionata dalla forza di quest'ultimo, lo convince a unirsi a lei. Successivamente, dopo una lunga relazione con Yamcha, Bulma si sposa con Vegeta, da cui avrà due figli, Trunks e Bra. Nel corso della serie si fa notare per le sue abilità tecniche e invenzioni. Il personaggio di Bulma si basa sia sulla principessa del manga Dragon Boy, che sul monaco Sanzang, il coprotagonista del racconto Il viaggio in Occidente.

### Maestro Muten
Il Maestro Muten (武天老師?, Muten-Roshi), anche detto Eremita della Tartaruga, o Genio delle Tartarughe di Mare nel doppiaggio italiano dell'adattamento animato, è un arzillo vecchietto esperto di arti marziali. Vive in una casetta su un'isola sperduta in mezzo all'oceano, la Kame House, insieme alla sua tartaruga, Umigame (海亀?). Accetta di allenare Goku, Crilin e Yamcha e insegna loro la tecnica chiamata Kamehameha. Nel prosieguo della storia il suo ruolo si fa via via più marginale.

### Crilin
Crilin (クリリン?, Kuririn), Crili nel doppiaggio italiano dell'adattamento animato, è un combattente che viene accolto come allievo dal Maestro Muten. Inizialmente appare un po' arrogante, antipatico e molto competitivo, ponendosi in contrasto con Goku, ma con il tempo diventa il suo migliore amico. Segue tutte le avventure della saga al fianco di Goku, supportandolo anche in situazioni particolarmente critiche e finendo per essere ucciso (e successivamente resuscitato) durante le faide contro il Grande Mago Piccolo, Freezer e infine Majin Bu. Si sposa con Numero 18, da cui avrà una figlia, Marron (マーロン?, Māron).

### Yamcha
Yamcha (ヤムチャ?, Yamucha), Iamko nel doppiaggio italiano dell'adattamento animato, è un bandito che assale Goku e Bulma all'inizio delle loro avventure per impossessarsi delle loro sfere del drago. In seguito passa da avversario ad alleato, si allena con il Maestro Muten e intraprende una lunga relazione con Bulma. È sempre accompagnato dal suo amico Pual (プーアル?, Pūaru) (Puar nel doppiaggio italiano dell'adattamento animato), un animale parlante simile a un gatto blu, con l'abilità di potersi trasformare in qualsiasi cosa desideri. Yamcha è ispirato a Mister Ho, un personaggio ideato da Toriyama e comparso nel manga omonimo, e a Sha Wujing, tra i protagonisti de Il viaggio in Occidente.

### Tenshinhan
Tenshinhan (天津飯?, Tenshinhan), Tensing nel doppiaggio italiano dell'adattamento animato, è l'allievo prediletto dell'Eremita della Gru, oltre che migliore amico di Jiaozi. Inizialmente malvagio, perché succube del suo maestro, è antagonista di Goku, ma successivamente, anche grazie ai consigli del Maestro Muten, decide di mettere le sue abilità al servizio del bene e si unisce ai compagni del protagonista. Tenshinhan si basa su Erlang Shen, uno dei protagonisti del racconto Il viaggio in Occidente. Nonostante Toriyama lo identifichi come un terrestre sia nel manga che nell'anime, nei databook Daizenshū viene menzionato che Tenshinhan discende dalla razza aliena dei Tre-Occhi e proprio per questo possiede un'incredibile forza combattiva e delle abilità speciali impossibili da effettuare per gli esseri umani.

### Jiaozi
Jiaozi (餃子?, Chaozu), Riff nel doppiaggio italiano dell'adattamento animato, è un combattente amico di Tenshinhan. Jiaozi si dimostra molto abile negli attacchi mentali, mentre è carente nel corpo a corpo. Pur non arrivando a eguagliare il livello combattivo dei suoi amici, è un guerriero dal grande spirito di sacrificio, pronto a morire per il bene dei suoi compagni. Sotto l'influenza negativa dell'Eremita della Gru partecipa al Torneo Tenkaichi per distruggere gli allievi del Maestro Muten. Sconfitto da Crilin, viene costretto dal suo maestro a bloccare Goku con i suoi poteri psichici durante il combattimento contro Tenshinhan. In seguito viene esortato dall'amico a fermare la tecnica, in quanto desidera combattere in maniera pulita contro il suo avversario. Per aver disobbedito al suo maestro, l'Eremita della Gru tenta di ucciderlo, ma Jiaozi viene salvato dal Maestro Muten. Unitosi al gruppo di Goku e compagni viene ucciso dal Grande Mago Piccolo e resuscitato con le sfere del drago. Nei tre anni successivi al torneo si allena duramente insieme a Tenshinhan, e, in seguito, con Dio, per prepararsi allo scontro con i Saiyan. Durante il combattimento Jiaozi attacca alle spalle Nappa, autodistruggendosi nel tentativo di eliminare il Saiyan, il quale rimane praticamente illeso. Viene quindi condotto nell'aldilà dove il suo corpo è ricostruito grazie ai poteri speciali di Dio ed è infine resuscitato con le sfere del drago di Namecc insieme a Tenshinhan, alcuni mesi dopo la sconfitta di Freezer. In seguito Jiaozi continua a sottoporsi a estenuanti allenamenti con Tenshinhan, ma il suo ruolo nella storia diventa sempre più marginale. Ritorna in Dragon Ball Super, aiutando i compagni nella lotta contro la Legione di Molo: insieme a Tenshinhan affronta il Metalman Quoitur e proprio Jiaozi riesce a batterlo. È doppiato in giapponese da Hiroko Emori e in italiano da Federica Valenti (DB e Super), Lara Parmiani (Z),.

### Yajirobei
Yajirobei (ヤジロベー?, Yajirobē), Jirobay nel doppiaggio italiano dell'adattamento animato, è un samurai dai modi rudi che porta sempre con sé una katana. Nonostante la sua forza notevole, Yajirobei non sa utilizzare il ki e ha paura di confrontarsi con avversari più forti, preferendo sempre la fuga allo scontro. Incontra Goku mentre questi è alla ricerca di Tamburello, che ha da poco ucciso Crilin. Riesce a sconfiggere con un solo colpo Cembalo e in seguito salva la vita a Goku, dopo che quest'ultimo era stato gravemente ferito dal Grande Mago Piccolo, portandolo in cima alla Torre di Karin. In seguito rimane a vivere col vecchio eremita. Si iscrive al 23º Torneo Tenkaichi, venendo sconfitto da Divo. Durante lo scontro con Vegeta, interviene per tagliare la coda al Saiyan trasformato in uno Scimmione, in tempo per prevenire la sconfitta di Goku, Gohan e Crilin. Il suo ruolo nella storia assume progressivamente un peso sempre più marginale, limitandosi a consegnare i senzu di Karin a Goku e compagni e astenendosi da tutti i maggiori scontri. È doppiato in giapponese da Mayumi Tanaka e in italiano da Dania Cericola (DB, Z), Paolo Sesana (Z ep. 239), e Federico Zanandrea (Super).

### Piccolo
Piccolo (ピッコロ?, Pikkoro), Junior nel doppiaggio italiano dell'adattamento animato, è il figlio e reincarnazione del Grande Mago Piccolo, concepito con l'obiettivo di vendicare il genitore e conquistare la Terra. Si iscrive al 23º Torneo Tenkaichi con lo pseudonimo Ma Junior e, dopo essere stato sconfitto da Goku durante la finale del torneo, è costretto ad allearsi coi precedenti avversari di fronte alla minaccia dell'arrivo dei Saiyan. In quest'occasione allena Gohan, del quale diventa grande amico e maestro. Pur precisando all'inizio che la collaborazione con Goku e compagni è solo temporanea, nel prosieguo della storia Piccolo accetta il fatto che sono alleati e suggella un rapporto di amicizia con Goku.

### Son Gohan
Son Gohan (孫 悟飯?), chiamato solitamente Gohan, è il figlio primogenito di Goku e Chichi. All'inizio è un bambino piagnucolone e studioso che odia il combattimento. Tuttavia nasconde una grande forza combattiva, che si manifesta nei momenti di grande rabbia. Grazie agli allenamenti di Piccolo, che diventa suo grande amico oltre che maestro, Gohan impara a controllare la propria forza e a usarla contro i nemici di turno che minacciano la tranquillità e la pace sulla Terra. Toriyama pensava di rendere Gohan il nuovo protagonista della storia dopo la dipartita di Goku alla fine dell'arco di Cell, ma poi abbandonò questa idea dopo i primi capitoli dell'arco di Majin Bu.

### Vegeta
Vegeta (ベジータ?, Bejīta) è il principe dei Saiyan, popolo guerriero al servizio del tiranno spaziale Freezer, che giunge sulla Terra con l'intento di sterminare l'umanità e punire il traditore Goku, che ha rinnegato le sue origini e si è schierato dalla parte dei terrestri. Nello sviluppo della storia Vegeta mette da parte le sue ambizioni di conquista e si stabilisce definitivamente sulla Terra, sposando Bulma. In seguito si unisce a Goku nella lotta contro gli antagonisti di turno, diventando un personaggio positivo, seppur continui a presentare un'attitudine perlopiù arrogante ed egoista. Quando ideò Vegeta, Toriyama desiderava creare un personaggio che avesse caratteristiche, sia fisiche che mentali, diametralmente opposte al protagonista Goku.

### Trunks
Trunks (トランクス?, Torankusu) è il figlio primogenito di Vegeta e Bulma. Appare per la prima volta da adulto, mentre sconfigge facilmente Freezer e suo padre Re Cold, prima dell'arrivo di Goku sulla Terra dal viaggio su Namecc. Rivela poi di provenire dal futuro per avvisare Goku e compagni dell'arrivo dei cyborg, che, nella sua linea temporale, hanno ucciso tutti i suoi compagni. Partecipa quindi agli scontri con i cyborg e Cell prima di tornare alla sua realtà. Nella linea temporale principale Trunks nasce appena prima dell'arrivo dei cyborg. Sette anni dopo il bambino è già capace di trasformarsi in Super Saiyan e, fuso con l'amico Goten per dar vita a Gotenks, combatte contro Majin Bu. In Dragon Ball GT è uno dei personaggi principali e, ormai adulto, viaggia nel cosmo insieme a Goku e Pan.

### Son Goten
Son Goten (孫 悟天?), chiamato solitamente Goten, è il figlio secondogenito di Goku e Chichi. Identico al padre da bambino sia per aspetto che per personalità, sin da piccolo nasconde una grande forza combattiva e, già a sei anni, è in grado di trasformarsi in Super Saiyan. Goten è il migliore amico di Trunks e, nello scontro con Majin Bu, i due si fondono insieme dando vita a Gotenks. Nel finale del manga Goten, ormai cresciuto, cambia sia fisicamente che caratterialmente e risulta meno interessato al combattimento, preferendo uscire con le ragazze.

## Draghi
I draghi (聖龍?, seiryū) sono creature magiche che vengono evocate dal raggruppamento delle sfere del drago. I draghi possono esaudire uno o più desideri a coloro che li evocano ed è questo il motivo per cui le sfere del drago sono così ambite. Si presentano come gigantesche creature dragoniche; sono esseri senzienti ma il loro scopo è solo quello di esaudire la richiesta che gli viene fatta con neutralità. Ogni drago viene evocato a seconda del determinato raggruppamento di sfere, e il limite della loro magia è nei confini del potere del creatore delle sfere. Possono mantenere la loro forma fisica solo per un certo periodo di tempo, di conseguenza tendono a infastidirsi se viene impiegato troppo tempo per esprimere un desiderio. La vita del drago è legata a quella del creatore delle sfere, quindi se lui muore anche il drago smette di vivere, inoltre se un drago viene ucciso le sfere che lo evocano perdono il loro potere trasformandosi in pietra. I draghi parlano il linguaggio comune, ciò nonostante alcuni draghi possono esaudire i desideri solo se essi vengono pronunciati in uno specifico idioma.

### Shenron
Shenron (神龍?, Shenron, lett. "Dio drago"), chiamato Shenlong nell'edizione italiana Evergreen del manga, è un drago magico dal potere di esaudire i desideri. È stato creato dal Dio della Terra infondendo la vita in un modellino in miniatura del dragone. Shenron viene evocato dall'unione delle sette sfere del drago terrestri. Può esaudire qualunque tipo di desiderio, tranne quelli che superano i suoi poteri o due volte lo stesso, né può resuscitare coloro che sono morti per cause naturali. Dopo l'unione tra Dio e Piccolo, Dende subentra come nuovo Dio della Terra e amplifica i poteri di Shenron in modo che possa esaudire tre desideri invece di uno solo, anche se questi si riducono a due quando un desiderio implica di resuscitare più persone insieme. In Dragon Ball GT compare una controparte malvagia del drago, Dark Shenron, generato da un accumulo di energia negativa nelle sfere del drago. Purificate tutte le sfere Shenron ricompare, ma, spiegando di non poter lasciare in mano agli umani il potere delle sfere per prevenire una tragedia come quella appena verificatasi con l'apparizione di Dark Shenron e dei draghi malvagi, sparisce per sempre. In giapponese è doppiato da Kenji Utsumi (DB, Z e Kai), Daisuke Gōri (GT) e Ryūzaburō Ōtomo (Super e Daima) e in italiano da Giovanni Battezzato.

### Polunga
Polunga (ポルンガ?, Porunga) è il drago magico evocato dalle sfere del drago di Namecc. È molto più grande e massiccio di Shenron, inoltre ha il potere di concedere tre desideri e di esaudire più volte lo stesso. Viene evocato da Gohan e Crilin con l'aiuto di Dende per fargli riportare in vita i loro amici, ma il drago cessa di esistere durante la convocazione a causa della morte del suo creatore, il Capo Anziano; ritorna attivo grazie alla resurrezione di quest'ultimo, ed esaudisce il desiderio di evacuare Namecc prima che esso esploda. Dopo la morte definitiva del Capo Anziano, Muri riceve il compito di mantenere le sfere del drago e lo ricrea, rendendolo più potente e in grado di resuscitare più persone con un solo desiderio. Può essere rievocato dopo un anno namecciano, corrispondente a centotrenta giorni terrestri, meno di un terzo del periodo di attesa per il drago Shenron. È doppiato in giapponese da Junpei Takiguchi (Z), Masaharu Satō (Z), Daisuke Gōri (Z e Kai) e Ryūzaburō Ōtomo (Kai) e in italiano da Ernesto Rossi.

## Divinità

### Dei della Terra

#### Dio
Dio (神様?, Kami-sama), Supremo nel doppiaggio italiano dell'adattamento animato, è la divinità che presiede la Terra. È la controparte positiva del Grande Mago Piccolo, entrambi generati dopo la scissione del figlio di Katattsu, un namecciano dai poteri straordinari, in una parte buona e una cattiva. Dio viene presentato come una divinità saggia e altruista, che vive nel Santuario del Dio della Terra ed è assistita dal fedele servitore e amico Mr. Popo. Crea le sfere del drago per infondere coraggio e speranza alla gente sulla Terra, ma in seguito rimane deluso quando scopre che le sue creazioni vengono utilizzate per biechi guadagni personali. Addestra il giovane Goku in previsione della battaglia contro Piccolo, la reincarnazione del Grande Mago Piccolo, ma, sicuro che il suo discepolo non avrebbe avuto il coraggio di uccidere il demone, perché la morte di Piccolo avrebbe causato la fine di Dio stesso, tenta di sconfiggere lui stesso il demone partecipando sotto travestimento al 23º Torneo Tenkaichi con il nome di Divo (Shen nel doppiaggio italiano dell'adattamento animato), ma viene sconfitto. In seguito Dio allena Crilin, Yamcha, Tenshinhan, Jiaozi e Yajirobei per prepararli ad affrontare Nappa e Vegeta. Scompare quando Piccolo perisce nella lotta contro di loro, per poi venire resuscitato dalle sfere del drago namecciane, accordandosi con Re Kaioh per usare le sfere della Terra per riportare in vita le vittime di Freezer sul pianeta Namecc. Infine, cosciente della minaccia dei cyborg Numero 17 e Numero 18, Dio effettua l'assimilazione con Piccolo allo scopo di renderlo abbastanza potente da sconfiggerli. Il suo lato gentile e premuroso segna la fine definitiva della malvagità nel cuore di Piccolo, rendendolo un personaggio quasi completamente puro. È doppiato in giapponese da Takeshi Aono e in italiano da Mario Zucca.

#### Dende
Dende (デンデ?) è il namecciano che assume la carica di Dio della Terra dopo l'unione del suo predecessore con Piccolo. È il 108° figlio del Capo Anziano e possiede vasti poteri spirituali e di guarigione. Dopo essere stato portato in salvo da Gohan e Crilin durante l'attacco di Freezer e sottoposti al suo villaggio, per dimostrare la sua riconoscenza conduce i suoi soccorritori dal Capo Anziano e li aiuta a raccogliere le sfere di Namecc ed evocare Polunga, facendo teletrasportare tutti gli abitanti di Namecc sulla Terra. Dopo la ricongiunzione di Piccolo e di Dio, Dende accetta di assumere l'incarico di Dio della Terra, aumentando il potere di Shenron affinché possa esaudire fino a tre desideri. Durante l'arco narrativo di Majin Bu è uno dei pochi sopravvissuti alla distruzione della Terra; è quindi teletrasportato da Kaiohshin su Namecc, dove chiede a Polunga di riportare in vita tutti i terrestri. In Dragon Ball Super Dende aiuta Goku a trovare Numero 17 per farlo partecipare al Torneo del Potere. È doppiato in giapponese da Tomiko Suzuki (Z), Hiro Yuki (GT), Aya Hirano (Kai, Super e Daima) e Erina Gotō (bambino (Daima)) e in italiano da Federica Valenti (da bambino) e Giuseppe Calvetti (da adulto).

### Re Enma
Re Enma (閻魔大王?, Enma daiō, lett. "Re dell'inferno"), Re Yammer nel doppiaggio italiano dell'adattamento animato, è la divinità che si occupa di smistare le anime dei defunti della Terra alla loro destinazione finale e ha il controllo sul regno degli inferi. In casi particolari concede ai defunti di tornare nel proprio corpo per brevi periodi di tempo o di essere reincarnati. Dopo la morte di Goku in seguito allo scontro con Radish, Re Enma permette al Saiyan di percorrere la Via del Serpente per raggiungere il Re Kaioh del Nord. Durante lo scontro con Majin Bu restituisce a Vegeta il suo corpo, così da rimandarlo sulla Terra per soccorrere Gohan. È doppiato in giapponese da Daisuke Gōri (Z) e Ryūzaburō Ōtomo (Kai e Super) e in italiano da Vittorio Bestoso.

### Re Kaioh
I Re Kaioh (界王様?, Kaiō-sama, lett. "Re dei mondi"), Re Kaio nel doppiaggio italiano dell'adattamento animato, sono quattro esseri divini a cui è affidato il compito di sorvegliare la zona di universo di loro competenza e di comunicare ai Kaiohshin le minacce che non sono in grado di affrontare. Sono sottoposti al Gran Maestro Re Kaioh (大界王?, Dai Kaiō), ritenuto il miglior guerriero dell'universo, anche se egli stesso si rende conto di non essere al livello di Goku e Paikuhan. Il Grande Maestro Re Kaioh compare solo nell'anime, anche se viene menzionato nel manga e lo stesso Toriyama insistette per farlo aggiungere nella serie animata. In Dragon Ball Z i Re Kaioh si riuniscono in occasione del passaggio a miglior vita di Re Kaioh del Nord, deceduto dopo l'esplosione di Cell sul suo pianeta; per festeggiare l'evento indicono un torneo coi migliori guerrieri provenienti dai rispettivi quadranti. In Dragon Ball Super viene messo in evidenza come un Re Kaioh possa essere promosso al rango di Kaiohshin se in possesso di doti eccezionali, come succede con Zamasu.

#### Re Kaioh del Nord
Re Kaioh del Nord (北の界王?, Kita no Kaiō) è il Re Kaioh che governa e sorveglia la galassia del Nord, dove è situata anche la Terra. Vive su un piccolo pianeta situato alla fine della Via del Serpente in compagnia della sua scimmia Bubbles (バブル?, Baburu) e, solo nell'anime, della cavalletta Gregory (グレゴリー?, Guregorī). È in grado di comunicare telepaticamente a grandi distanze e di teletrasportare oggetti. Adora le barzellette, ma all'occasione sa rivelarsi anche un personaggio serio. Allena Goku, dopo che questi ha raggiunto il suo pianeta percorrendo la Via del Serpente, e gli insegna il Kaiohken e la Genkidama. In seguito allena anche Piccolo, Yamcha, Tenshinhan e Jiaozi, caduti nello scontro con Vegeta e Nappa. Durante lo scontro tra Goku e Freezer è lui ad avere l'idea di resuscitare le vittime del tiranno galattico e di teletrasportarle sulla Terra. Muore a causa dell'autodistruzione di Cell sul suo pianeta, ma essendo già un abitante della dimensione spirituale il suo stile di vita non cambia di molto. È doppiato in giapponese da Jōji Yanami e Naoki Tatsuta (Super) e in italiano da Cesare Rasini.

### Kaiohshin
I Kaiohshin (界王神?, Kaiōshin, lett. "Dio dei re dei mondi"), Kaioshin nel doppiaggio italiano dell'adattamento animato, sono delle divinità che controllano e sorvegliano l'intero universo di loro competenza. In Dragon Ball Super viene rivelato che sono gli Dei della creazione (創造神?, Sōzōshin), e come tali catalizzano la nascita di nuove stelle, pianeti e forme di vita. Poiché però essi hanno anche un ruolo da protettori della vita già esistente, sono anche tra le più forti entità dei loro rispettivi universi. Lavorano in coppia con gli Dei della distruzione, che hanno un ruolo opposto al loro, e qualora tutti i Kaiohshin di un determinato universo cessassero di esistere, anche il Dio della distruzione di quell'universo morirebbe con loro e viceversa. Sono in grado di teletrasportarsi e di viaggiare nel tempo grazie a degli anelli magici chiamati anelli del tempo. Sebbene in generale appartengano tutti alla stessa specie aliena, nel manga di Dragon Ball Super viene puntualizzato come anche gli esseri mortali, a patto che vengano addestrati da dei Kaiohshin, possano ottenere la carica di divinità della creazione. In Dragon Ball, cinque milioni di anni prima dell'inizio della storia, i Kaiohshin affrontarono in combattimento Majin Bu. Il mostro uccise il Kaiohshin del Nord (北の界王神?, Kita no Kaiōshin) e il Kaiohshin dell'Ovest (西の界王神?, Nishi no Kaiōshin) e assorbì il Kaiohshin del Sud (南の界王神?, Minami no Kaiōshin) e il Grande Kaiohshin (大界王神?, Dai Kaiōshin) (Daikaio nel doppiaggio italiano dell'adattamento animato), divenendo il Majin Bu grasso. Gli unici Kaiohshin a sopravvivere furono l'Anziano Kaiohshin e il Kaiohshin dell'Est. Tutti i Kaiohshin sono di origine glindiana, provenienti da Terzo Mondo Demoniaco, nascendo una volta ogni qualche secolo da uno dei cinque alberi del Glind, e sono privi di genere nonostante le sembianze maschili e/o femminili. Non hanno necessità di cibarsi, assumendo solamente liquidi.

#### Kaiohshin dell'Est
Kaiohshin dell'Est (東の界王神?, Higashi no Kaiōshin) o Shin (シン?) o Nahare ― il vero nome di battesimo glindiano ―, chiamato Kaioshin il Superiore nel doppiaggio italiano dell'adattamento animato, è l'ultimo Kaiohshin rimasto dopo gli attacchi di Majin Bu. Fisicamente è piccolo di statura, ha la pelle violacea e il taglio di capelli a cresta, ed è in grado di leggere nella mente delle persone e padroneggia la telecinesi. Viene sempre accompagnato dal suo assistente e guardia del corpo Kibith, a cui è molto affezionato. Dopo che gli altri Kaiohshin furono annientati da Majin Bu quest'ultimo cominciò a ribellarsi al suo creatore, il mago Bibbidy; così questi si vide costretto a rinchiudere Majin Bu in una sfera con uno speciale incantesimo. Approfittando dell'occasione il Kaiohshin dell'Est uccise il mago. Milioni di anni dopo Kaiohshin dell'Est giunge sulla Terra insieme a Kibith, iscrivendosi al 25º Torneo Tenkaichi con il nome di Shin (シン?) per prevenire il risveglio di Majin Bu. Nonostante i suoi sforzi, però, Bu si risveglia e sconfigge facilmente il Kaiohshin, riducendolo in fin di vita. In seguito il Kaiohshin dell'Est viene curato da Kibith e i due si fondono per errore tramite gli orecchini Potara, formando così Kibitoshin (キビト神?), che acquisisce il teletrasporto incondizionato e l'abilità di curare ferite anche mortali. In Dragon Ball GT Kibitoshin libera Dende e salva Goku da Baby. In Dragon Ball Daima è diviso da Kibith, raccontando di esserci riuscito grazie al corpo di Majin Bu. In Dragon Ball Super Kibitoshin appare nuovamente unito, quindi raccoglie le sfere del drago di Namecc per far sciogliere il potere degli orecchini Potara, e torna così a essere distinto da Kibith; si scopre, poi, che Kaiohshin dell'Est è il Kaiohshin del Settimo Universo. Inoltre, aiuterà Goku e Vegeta durante il combattimento contro Zamasu Fuso, offrendo loro i suoi orecchini Potara e permettendogli di fondersi in Vegeth. In giapponese Kaiohshin dell'Est e Kibitoshin sono doppiati da Yūji Mitsuya (Z e Super), Shin'ichirō Ōta (GT, Kai e Daima) e Yumiko Kobayashi (bambino (Daima)) e in italiano da Giorgio Bonino (Z e GT), Stefano Dallavalle (Kaiohshin dell'Est, Super) e Marco Benedetti (Kibitoshin, Super).

#### Anziano Kaiohshin
L'Anziano Kaiohshin (老界王神?, Rō Kaiōshin), chiamato Kaioshin il Sommo nel doppiaggio italiano dell'adattamento animato, e chiamato dai suoi subalterni gosenzo-sama (ご先祖様? lett. "sommo antenato"), è il Kaiohshin dell'Est di quindici generazioni precedenti, antenato dei Kaiohshin attuali. Il suo aspetto è il risultato della fusione accidentale fra un Kaiohshin e una strega, che non solo ha modificato la sua fisionomia ma gli ha anche donato il potere di potenziare la forza di un guerriero oltre ogni limite. Temendo il suo potere, un essere malvagio (rivelatosi poi Beerus) lo sigillò all'interno della Spada Z dove rimase fino a quando non fu liberato da Gohan. Sviluppa la forza di quest'ultimo in cambio della possibilità di palpare il seno e il sedere di Bulma. Offre a Goku la sua vita, per permettergli di andare a soccorrere il figlio, donandogli anche i Potara. In Dragon Ball GT fa estrarre la coda a Goku, per permettergli di riacquistare tutto il suo potere di adulto in modo che possa controllare normalmente il Super Saiyan 3 e in seguito trasformarsi in Super Saiyan 4. È lui a scoprire l'unico modo per distruggere le uova di Baby: l'acqua miracolosa. È doppiato in giapponese da Reizō Nomoto (Z) e Ryoichi Tanaka (Super) e in italiano da Maurizio Scattorin (Z, GT e Super ep. 1-54) e Luca Ghignone (Super ep. 55-131).

## Antagonisti

### Banda di Pilaf
La Banda di Pilaf (ピラフ一味?, Pirafu ichimi), costituita unicamente dal leader Pilaf e dai suoi due sottoposti Mai e Shu, è una piccola gang criminale il cui scopo è raccogliere le sfere del drago per esprimere il desiderio di eleggere Pilaf come unico sovrano della Terra. Sono i primi antagonisti di Goku sebbene rivestano un ruolo più che altro comico. Possono vantare attrezzature tecnologiche di tutto rispetto, per esempio aeromobili, sofisticati robot da combattimento e Dragon Radar. In Dragon Ball Super si scopre che hanno espresso a Shenron il desiderio di ringiovanire, e tornano accidentalmente ad essere dei bambini, andando a vivere a casa di Bulma con la sua famiglia

#### Pilaf
Pilaf (ピラフ?, Pirafu) è il primo antagonista di Dragon Ball, un essere dalla pelle azzurra e molto basso. Desidera impossessarsi delle sfere del drago per diventare il re del mondo. Per raggiungere questo obiettivo si scontra due volte con Goku e compagni, venendo sconfitto in entrambi i casi. Arriva poi a liberare il Grande Mago Piccolo dal thermos in cui era rinchiuso, venendo però tradito da quest'ultimo una volta divenuto per lui inutile. In Dragon Ball GT Pilaf appare molto invecchiato; recupera le sfere del drago dalla stella nera dal Santuario di Dio ed evoca Red Shenron, chiedendo per sbaglio che Goku venga fatto tornare bambino. È doppiato in giapponese da Shigeru Chiba e in italiano da Massimiliano Lotti (DB ep. 1-78 e Super) e Sergio Romanò (DB ep. 102-122, 150-151 e GT)

#### Mai
Mai (マイ?, Mai), chiamata Mei nel doppiaggio italiano dell'adattamento animato, è una giovane donna al servizio di Pilaf. Combatte facendo uso di una pistola o guidando robot fornitigli da Pilaf. In Dragon Ball Super la sua versione della linea temporale di Trunks del futuro ha un'affezione romantica per quest'ultimo. Dopo l'arrivo di Zamasu del futuro e Goku Black Mai si mette a capo di un largo gruppo di terrestri sopravvissuti e forma una forza di resistenza contro i due Kaiohshin. Quando Zeno del futuro distrugge la sua linea temporale, lei e Trunks si trasferiscono in un'altra realtà alternativa come soli supertiti della loro dimensione. In giapponese è doppiata da Eiko Yamada e interpretata da Eriko Tamura (Dragonball Evolution); in italiano è doppiata da Beatrice Margiotti (Junior TV), Roberta Gallina Laurenti (Mediaset, DB e GT), Renata Bertolas (Super, da adulta), Valentina Pallavicino (Super, da bambina) e Daniela D'Angelo (Dragonball Evolution).

#### Shu
Shu (シュー?, Shū), Sao nel doppiaggio italiano dell'adattamento animato, è una volpe antropomorfa al servizio di Pilaf. Nel manga originariamente era stato chiamato dall'autore Soba (ソバ?), tuttavia, quando Toei chiese a Toriyama i nomi da dare ai due scagnozzi di Pilaf, scelse Shu per questo personaggio, dimenticandosi di averlo già chiamato Soba nel secondo volume del manga. Porta con sé una katana, ma non lo si è mai visto combattere facendone uso; in compenso è capace di utilizzare vari tipi di esplosivi e di pilotare i robot fornitigli da Pilaf. Si prodiga per assecondare gli ordini, ma è solitamente imbranato e inaffidabile. È doppiato in giapponese da Tesshō Genda e in italiano da Marco Balzarotti (Mediaset), Renato Montanari (Play World).

### Red Ribbon
L'Armata del Red Ribbon (レッドリボン軍?, Reddo Ribon gun), Esercito del Fiocco Rosso nel doppiaggio italiano dell'adattamento animato, è un'organizzazione criminale paramilitare avente come leader il Comandante Red. Sebbene l'obiettivo dell'organizzazione sia di ottenere il dominio del mondo, si scopre che il Comandante Red desidera le sfere del drago al solo scopo di poter esprimere il desiderio di diventare più alto, in quanto egli è affetto da nanismo. La potenza del Red Ribbon è tale da non permettere nemmeno all'esercito e alla polizia di sconfiggerlo, e vanta attrezzature tecnologiche avanzate e numerosi stabilimenti e avamposti. Sebbene Goku ne distrugga la sede centrale e uccida la maggior parte dei suoi membri, uno dei suoi scienziati, il Dr. Gelo sopravvive e costruisce una serie di cyborg con lo scopo di vendicarsi di Goku.

#### Comandante Red
Red Ribon (レッド・ライボン?, Reddo Raibon) conosciuto semplicemente come il Comandante Red (レッド総帥?, Reddo sōsui), Governatore Red nel doppiaggio italiano dell'adattamento animato, è il capo supremo dell'esercito del Red Ribbon. Personaggio malvagio ed egoista, soffre di un grande complesso di inferiorità a causa della sua bassa statura e manda i suoi uomini alla ricerca delle sfere del drago in modo da poter esprimere il desiderio di diventare più alto. Il suo esercito viene però sconfitto da Goku, anche lui alla ricerca delle sfere. Viene ucciso dal suo vice Black che, indignato dallo scoprire che il suo capo ha sacrificato così tanti uomini e risorse solo per un suo capriccio, gli spara in fronte. È doppiato in giapponese da Kenji Utsumi e in italiano da Renato Montanari (Junior TV) e Enrico Bertorelli (Mediaset).

#### Segretario Black
Il Segretario Black (ブラック参謀?, Burakku sanbou) è l'assistente del Comandante Red, nonché leader in seconda del Red Ribbon. Si ribella al capo e lo uccide quando scopre l'intento egoistico per il quale vuole ottenere le sfere del drago. Desideroso di fondare un nuovo esercito (parla di "Black Ribbon") e di utilizzare le sfere per i suoi piani di conquista, propone a Goku di diventare il suo vice, ma quest'ultimo rifiuta l'offerta. Black tenta allora di ucciderlo e di rubargli le sfere usando un robot, ma viene sconfitto. È doppiato in giapponese da Masaharu Satō e in italiano da Sergio Luzi (Junior TV) e Stefano Albertini (Mediaset).

#### Generale White
Il Generale White (ホワイト将軍?, Howaito shōgun) è il comandante della Muscle Tower, dove tiene segregato il sindaco del Villaggio Jingle. Viene sconfitto da Androide 8 dopo avere cercato di giocare sporco e raggirare Goku. È doppiato in giapponese da Tesshō Genda e in italiano da Renato Montanari (Junior TV) e Orlando Mezzabotta (Mediaset).

#### Sergente Metallic
Il Sergente Metallic (メタリック軍曹?, Metarikku gunsō) è un androide muscoloso e di enormi dimensioni, il cui aspetto è basato su quello del Terminator modello 101. Metallic è il guardiano del terzo piano della Muscle Tower. Durante lo scontro con Goku dimostra una forza ed una resistenza elevatissima, si dimostra capace di sparare missili dalla bocca, di scagliare il proprio pugno destro come un razzo e di essere in grado di combattere perfino dopo essere stato decapitato da una Kamehameha. Ciò nonostante viene sconfitto a causa dell'esaurimento della batteria (nell'adattamento animato viene detto che essa non veniva sostituita dalla precedente primavera). È doppiato in giapponese da Shin Aomori e in italiano da Bruno Cattaneo (Junior TV) e Mario Zucca (Mediaset).

#### Sergente Murasaki
Il Sergente Murasaki (ムラサキ曹長?, Murasaki sōchō), conosciuto anche come Ninja Murasaki, è un ninja che compare come avversario di Goku nella Muscle Tower. Durante il suo scontro con Goku viene più volte umiliato dal bambino. Conscio di non essere in grado di sconfiggerlo Murasaki decide di liberare Androide 8, al quale ordina di uccidere il ragazzino al suo posto. L'androide si ribella al ninja in quanto contrario alla violenza, allora Murasaki minaccia di fare esplodere il cyborg difettoso attivando la sua bomba interna, ma Goku salva 8 dall'autodistruzione, sconfiggendo definitivamente Murasaki. Nell'anime Murasaki, scampato alla distruzione della torre, cerca vendetta su Goku e dopo avere cercato senza successo di eliminare in tutti i modi il ragazzino e l'androide viene ucciso per sbaglio da Goku, quando quest'ultimo, dopo avere rimosso la bomba ad Androide 8, la getta proprio nella direzione del ninja. È doppiato in giapponese da Takeshi Aono e in italiano da Sergio Luzi (Junior TV) e Paolo Marchese (Mediaset).

#### Androide 8
Androide 8 (人造人間8号?, Jinzōningen hachi-gō) è un androide costruito dal Dottor Gelo il cui aspetto è basato sul mostro di Frankenstein. Si rivela un insuccesso in quanto, a fronte di una straordinaria forza fisica, è poco intelligente e detesta combattere senza motivo. Fa la conoscenza di Goku, e quando il Sergente capo Murasaki gli ordina di uccidere il ragazzino, si schiera apertamente dalla parte del nemico. Murasaki minaccia allora di fare esplodere il cyborg attivando la sua bomba interna, ma Goku salva 8 dall'autodistruzione, sconfiggendo definitivamente Murasaki. Lui e il ragazzino stringono poi amicizia e Goku lo ribattezza Ottone (ハッチャン?, Hacchan) (Ottavio nel doppiaggio italiano dell'adattamento animato). Salva la vita a Goku, proteggendolo dal Generale White e diventa così il guardiano dei paesi del nord. È doppiato in giapponese da Shōzō Iizuka e in italiano da Bruno Cattaneo (Junior TV) e Pietro Ubaldi (Mediaset).

#### Generale Blu
Il Generale Blu (ブルー将軍?, Burū shōgun) è un ufficiale del Red Ribbon. Amante del bello, cura molto il suo aspetto fisico e ha un carattere irascibile, tenendo molto anche all'ordine e alla cura dei suoi sottoposti. Va su tutte le furie quando gli altri fanno commenti sulla sua omosessualità. Possiede dei poteri psichici, grazie ai quali è in grado di paralizzare gli avversari e spostare oggetti. Viene inviato alla ricerca delle sfere del drago e si ritrova ad affrontare Goku e i suoi amici nella grotta dei pirati. Riaffronta Goku al Villaggio Pinguino ma viene pesantemente sconfitto da Arale. A causa del suo ultimo fallimento viene ucciso da Taobaibai per conto del Comandante Red. È doppiato in giapponese da Toshio Furukawa e in italiano da Gabriele Calindri (Mediaset).

#### Dark
Il Dark (ドック?, Dokku) è un subordinato di Blu. Insieme ai suoi uomini attacca Muten alla Kame House, credendo erroneamente che fosse il creatore del dragon radar. Muten, conoscendo la brutta reputazione della Red Ribbon si difende dai malviventi e sconfigge facilmente Dark. È doppiato in giapponese da Kōzō Shioya e in italiano da Giovanni Battezzato.

#### Capitano Yellow
Il Capitano Yellow (イエロー大佐?, Ierō taisa) è l'ufficiale che va alla ricerca della sfera del drago ai piedi della torre di Karin. Ha l'aspetto di una tigre antropomorfa. Prende in ostaggio Upa rapendolo con il suo aeroplano, ma Goku salva il bambino a bordo della sua nuvola d'oro, sbarazzandosi facilmente di Yellow e buttandolo giù dall'aeroplano. È doppiato in giapponese da Daisuke Gōri e in italiano da Marco Balzarotti.

#### Capitano Silver
Il Capitano Silver (シルバー大佐?, Shirubā taisa) è un ufficiale del Red Ribbon specializzato nella boxe. Distrugge la nuvola d'oro di Goku e poi ingaggia un breve combattimento contro il ragazzino, uscendone sconfitto. Viene condannato alla fucilazione dal Generale Red dopo avere riportato l'esito negativo della missione. Nell'anime la sua apparizione è allungata e riesce a recuperare una sfera del drago da Pilaf. È doppiato in giapponese da Banjō Ginga e in italiano da Massimo Corizza (Junior TV) e Gianfranco Gamba (Mediaset).

### Scuola dell'Eremita della Gru

#### Taobaibai
Taobaibai (桃白白?, Taopaipai), Taipai nel doppiaggio italiano dell'adattamento animato, è uno spietato sicario professionista e il fratello dell'Eremita della Gru. Viene assoldato dal Red Ribbon per uccidere il Generale Blu e Goku. Alla Torre di Karin uccide Bora trafiggendolo con la sua stessa lancia, per poi sconfiggere facilmente Goku con l'onda Dodonpa dando per scontato di averlo ucciso. Accortosi di avere dimenticato la sfera del drago sul luogo della battaglia torna a recuperarla ed è allora che scopre che Goku è ancora vivo. Dopo un duro scontro in cui Goku riesce a prevalere grazie all'allenamento a cui si è sottoposto, Taobaibai viene sconfitto e coinvolto nell'esplosione di una bomba lanciata da lui stesso. Riesce tuttavia a sopravvivere e viene curato dal fratello, che lo trasforma in un cyborg. Partecipa, quindi, al 23º Torneo Tenkaichi per vendicarsi di Goku e di Tenshinhan, ma viene sconfitto da quest'ultimo. È doppiato in giapponese da Chikao Ōtsuka e in italiano da Maurizio Scattorin.

#### Eremita della Gru
L'Eremita della Gru (鶴仙人?, Tsuru Sennin), Condor nel doppiaggio italiano dell'adattamento animato, è un allenatore avversario del Maestro Muten, nonché fratello di Taobaibai e maestro di Tenshinhan e Jiaozi. Insieme a Muten era in gioventù il migliore allievo di Mutaito, ma, dopo la sua morte, intraprese la via del male. Iscrive Tenshinhan e Jiaozi al 22º Torneo Tenkaichi contro gli allievi del rivale per affermare la superiorità della propria scuola. Quando viene a conoscenza della sconfitta di Taobaibai per mano di Goku decide di vendicarsi e ricorre ai poteri psichici di Jiaozi per avvantaggiare Tenshinhan nello scontro con Goku. L'allievo, resosi conto delle scorrettezze del maestro, si ribella però al maestro e decide di abbandonarlo. Sconvolto, l'Eremita della Gru tenta di uccidere Jiaozi, ma viene fermato da Muten. In seguito l'Eremita della Gru ricostruisce il corpo del fratello, non morto ma solo gravemente ferito, rendendolo un cyborg e facendolo partecipare al successivo torneo contro Tenshinhan, ma egli lo batte e intima a lui e all'Eremita di non farsi più rivedere. È doppiato in giapponese da Ichirō Nagai e in italiano da Oliviero Corbetta.

### Famiglia demoniaca
La famiglia demoniaca (魔族?, mazoku) è costituita dal Grande Mago Piccolo e dai suoi figli. Di natura malvagia, i loro componenti agiscono allo scopo di conquistare il mondo attraverso la violenza e la brutalità. Con la sola eccezione di Pianoforte, creato per essere un consigliere, i suoi membri sono guerrieri molto forti e alcuni di loro dispongono di ali per volare. I nomi dei componenti derivano da strumenti musicali.

#### Grande Mago Piccolo
Il Grande Mago Piccolo (ピッコロ大魔王?, Pikkoro Daimaō, lett. "Grande re demone Piccolo"), chiamato Gran Demone Piccolo nell'edizione italiana Evergreen del manga, e Al Satan nel doppiaggio italiano dell'adattamento animato, è il leader della famiglia demoniaca, nonché genitore di tutti i suoi membri. Con la sua creazione Toriyama intendeva introdurre un vero e proprio cattivo, in quanto sentiva che i primi antagonisti della serie erano tutti piuttosto simpatici. L'aspetto del personaggio è ispirato al primo editore di Toriyama, Kazuhiko Torishima. È la controparte negativa di Dio, entrambi generati dopo la scissione del figlio di Katattsu, un namecciano dai poteri straordinari, in una parte buona e una cattiva. Personaggio malvagio, crudele, sadico e senza pietà, Piccolo seminò il terrore sulla Terra e riuscì a conquistare il pianeta per un periodo. Il maestro Mutaito lo imprigionò allora con la tecnica Mafuuba, sacrificando la sua stessa vita. Dopo molti anni viene liberato dalla sua prigionia da Pilaf, che lo mette al corrente dell'esistenza delle sfere del drago. Deciso a impadronirsi delle sfere per ritornare giovane e riacquistare la sua forza passata, ordina ai suoi seguaci di uccidere tutti gli atleti di arti marziali per prevenire che qualcuno possa imprigionarlo di nuovo. Quando alcuni suoi sottoposti vengono uccisi, Piccolo decide di combattere personalmente per vendicarli, e riesce a sconfiggere Goku e a impadronirsi della sfera del drago del giovane. In seguito Piccolo recupera le restanti sfere del drago in mano a Tenshinhan, Muten e Jiaozi, uccidendo gli ultimi due. Dopo aver espresso il desiderio di tornare giovane uccide Shenron, rendendo le sfere inutilizzabili. Viene poi sconfitto definitivamente da Goku, ma prima di morire genera Piccolo, suo discendente e reincarnazione, a cui affida la missione di vendicarlo. È doppiato in giapponese da Takeshi Aono e in italiano da Mario Zucca (DB) e Fabio Boccanera (Dragonball Evolution).

#### Pianoforte
Pianoforte (ピアノ?, Piano) è il consigliere del Grande Mago Piccolo, nonché suo diretto servitore. A differenza degli altri demoni creati da Piccolo non è un combattente bensì un essere intelligente e dotato di una certa dose di saggezza. Muore schiacciato dal suo padrone, volatogli contro a causa di un calcio di Goku. È doppiato in giapponese da Masato Hirano e in italiano da Stefano Albertini.

#### Tamburello
Tamburello (タンバリン?, Tanbarin), Tamberin nel doppiaggio italiano dell'adattamento animato, è il secondo figlio del Grande Mago Piccolo. Può volare grazie alle sue ali, è in grado di effettuare attacchi con il ki e dimostra di possedere una notevole forza fisica. Viene creato per uccidere i combattenti che hanno partecipato ai precedenti tornei Tenkaichi. Per adempiere al suo scopo ruba l'elenco degli iscritti al torneo dei dieci anni precedenti, uccidendo Crilin che aveva tentato di fermarlo. Goku, la prima volta che lo affronta, viene facilmente battuto a causa della stanchezza dovuta all'appena concluso duello con Tenshinhan. In seguito alla morte di Cembalo, gli viene ordinato di vendicare il compagno, ma viene sconfitto e ucciso da Goku. È doppiato in giapponese da Ryūsei Nakao e in italiano da Gianluca Iacono.

#### Cembalo
Cembalo (シンバル?, Shinbaru), Cymbal nel doppiaggio italiano dell'adattamento animato, viene creato da Piccolo con il preciso scopo di recuperare per lui le sfere del drago e la lista dei partecipanti dei tre tornei Tenkaichi precedenti. È in grado di volare e ha la capacità di lanciare fulmini dalle mani. Viene facilmente ucciso, dopo un breve combattimento, con un colpo di spada da Yajirobei, il quale poi si ciba del suo corpo. È doppiato in giapponese da Daisuke Gōri e in italiano da Pietro Ubaldi.

#### Tamburo
Tamburo (ドラム?, Doramu), Drag nel doppiaggio italiano dell'adattamento animato, viene creato dal Grande Mago Piccolo per sbarazzarsi di Tenshinhan, dato che non lo riteneva degno di morire per sua mano. Essendo stato creato dopo il ringiovanimento del padre il demone risulta essere molto più forte dei suoi compagni, dimostrandosi superiore a Tenshinhan e sconfiggendolo. Il ragazzo viene però salvato da Goku, il quale uccide Tamburo con un calcio in faccia. Non è in grado di volare ma possiede grande forza, resistenza e un'elevata velocità. È doppiato in giapponese da Daisuke Gōri e in italiano da Tony Fuochi.

### Saiyan

#### Radish

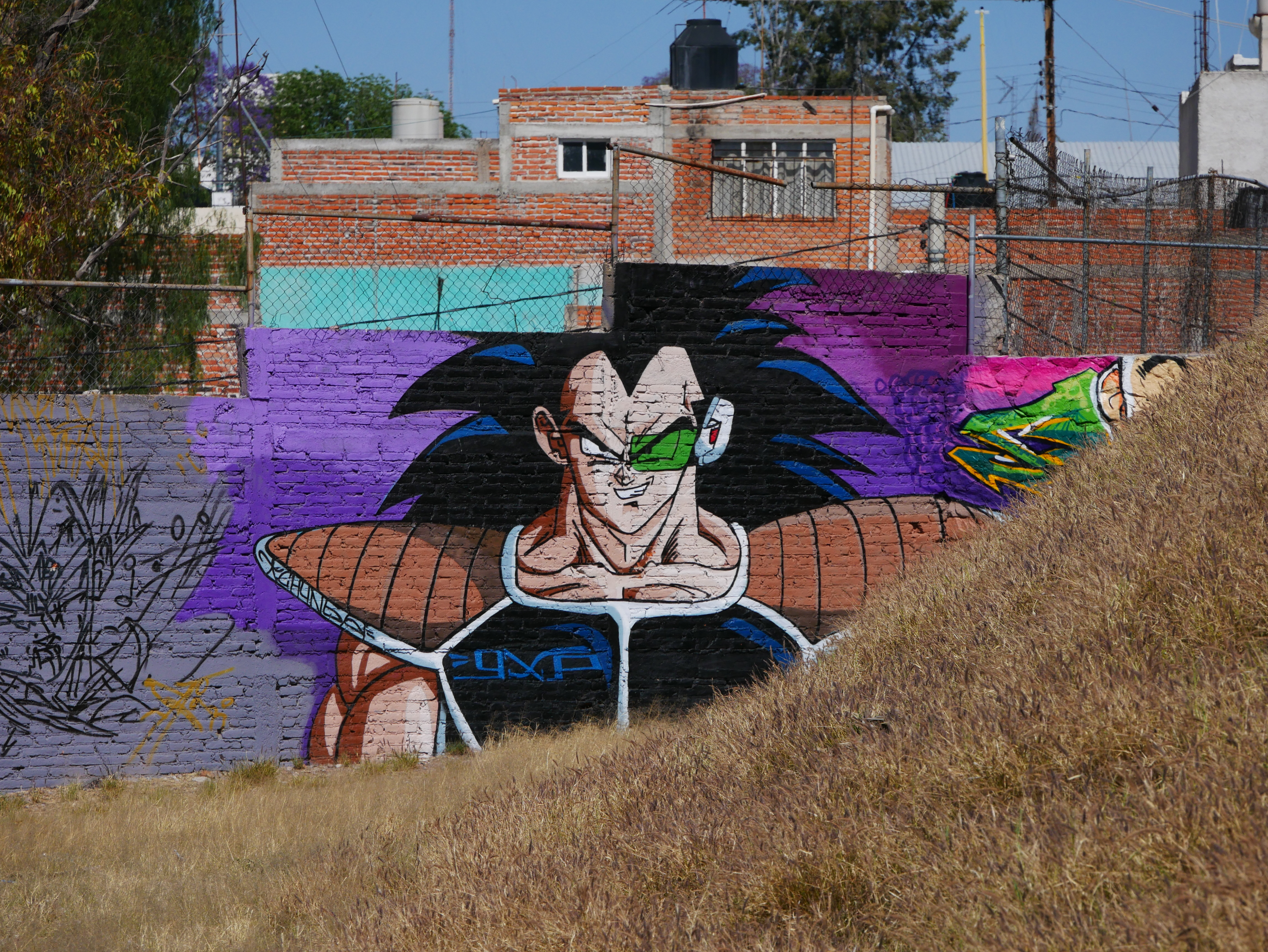
Murales raffigurante Radish

Radish (ラディッツ?, Radittsu) è un Saiyan e il fratello maggiore di Goku. Primogenito di Bardack e Gine, Radish è uno dei sopravvissuti alla distruzione del pianeta Vegeta, poiché, ancora bambino, si trovava su un altro pianeta in quel momento, in missione insieme a Vegeta. Unitosi a Vegeta e Nappa, Radish stermina le popolazioni di vari pianeti per poi rivenderli al migliore offerente su ordine di Freezer. Dopo essersi diviso dai compagni raggiunge la Terra con l'intento di convincere il fratello a riappropriarsi delle sue origini e tornare a essere un guerriero Saiyan. Ottenuto un netto rifiuto, rapisce Gohan per costringere Goku alla resa. Goku lo affronta quindi insieme a Piccolo e lo blocca alle spalle per permettere a Piccolo di trafiggere i due col Makankosappo. Giunto nell'aldilà Goku chiede a Re Enma informazioni sul fratello defunto, il quale gli risponde di averlo inviato nel regno degli inferi. È doppiato in giapponese da Shigeru Chiba e in italiano da Giorgio Bonino.

#### Nappa
Nappa (ナッパ?), Napa nel doppiaggio italiano dell'adattamento animato, è un Saiyan compagno di Vegeta. È dotato di grande altezza e di un'enorme massa muscolare, caratteristiche volute da Toriyama allo scopo di trarre in inganno i lettori spingendoli a credere che Nappa avesse un livello di combattimento superiore a quello del minuto Vegeta. Appare per la prima volta nello special Dragon Ball Z: Le origini del mito dove ricopre il ruolo di tutore di Vegeta. Grazie a tale incarico è uno dei pochi Saiyan a sopravvivere al genocidio voluto da Freezer, in quanto quest'ultimo voleva continuare a servirsi di Vegeta. Ventitré anni dopo Vegeta e Nappa vengono a conoscenza dell'esistenza delle sfere del drago, per cui decidono di recarsi sulla Terra per ottenere l'immortalità. Qui Nappa affronta in combattimento Piccolo, Gohan, Crilin, Tenshinhan e Jiaozi, sconfiggendoli tutti con relativa facilità. Goku però gli si dimostra superiore e Vegeta, irritato per il suo fallimento, lo uccide. In giapponese è doppiato da Shōzō Iizuka (Z e GT) e Tetsu Inada (Kai) e in italiano da Riccardo Lombardo.

#### Re Vegeta
Vegeta III (ベジータ三世?, Bejīta III), conosciuto soprattutto come Re Vegeta (ベジータ王?, Bejīta Ō), è stato il re dei Saiyan, nonché padre di Vegeta e Tarble. È identico al suo primogenito con la differenza che lui ha una folta barba, ed è anche più alto e con un fisico più massiccio, era stata sua l'idea di integrare il popolo dei Saiyan all'armata di Freezer. Beerus non ha mai avuto una grande considerazione di lui, anche suo figlio Vegeta non lo stimava particolarmente. È stato ucciso da Freezer, quest'ultimo tra l'altro si è vantato di averlo sconfitto anche troppo facilmente. In giapponese è doppiato da Yukimasa Kishino (Z) e Banjō Ginga (altre apparizioni) e in italiano da Enrico Bertorelli (Z), Pietro Ubaldi (Super).

### Armata di Freezer
L'Armata di Freezer (フリーザ軍?, Furīza gun) è un gruppo mercenario capeggiato da Freezer e da suo padre Re Cold, il cui principale scopo è quello di invadere e conquistare pianeti per rivenderli ai migliori offerenti. Una parte dell'esercito è stata per molto tempo costituita dalla totalità dei guerrieri Saiyan. I suoi soldati indossano delle Battle Suit, proprio come Freezer e Re Cold, e in dotazione hanno anche degli scouter. Freezer, suo padre e i soldati di alto rango dell'esercito viaggiano a bordo delle loro grandi astronavi spaziali, ma in genere i guerrieri durante le invasioni di altri pianeti fanno uso di navicelle monoposto chiamate Attack Ball. L'esercito criminale ha molti stabilimenti situati nei vari pianeti conquistati. A detta di Beerus, prima che Goku e i suoi amici la distruggessero essa rappresentava l'élite dei combattenti del Settimo Universo. Nel manga Jaco the Galactic Patrolman viene rivelato che la Pattuglia Galattica non ha mai cercato di ostacolare quest'esercito in quanto ritenuto troppo potente.

#### Freezer
Freezer (フリーザ?, Furīza), noto anche come Lord Freezer, è il comandante in capo di un vasto impero multiplanetario da lui governato tramite l'ausilio di numerosi sottoposti e mercenari, a lui fedeli per timore del suo immenso potere. Egli infatti è, al momento del suo concepimento da parte dell'autore, l'essere più potente dell'intero universo. Molti anni prima dell'inizio della storia ha distrutto il pianeta Vegeta e ha quasi estinto i Saiyan, assoldando i superstiti per le sue opere di conquista. Essendo venuto a conoscenza dell'esistenza delle sfere del drago, organizza una spedizione sul pianeta Namecc per ottenere la vita eterna, ma viene sconfitto da Goku e, successivamente, dopo essere tornato sulla Terra in cerca di vendetta, viene ucciso da Trunks del futuro. Il suo DNA e quello di suo padre Re Cold vengono poi usati per creare Cell. È doppiato in giapponese da Ryūsei Nakao e in italiano da Gianfranco Gamba (Z), Federico Zanandrea (Super).

#### Zarbon
Zarbon (ザーボン?, Zābon) è il braccio destro di Freezer nonché suo consigliere e, insieme a Dodoria, una delle sue due guardie del corpo. È uno dei guerrieri più potenti al servizio di Freezer e possiede la capacità di volare e di utilizzare il ki. Inoltre, se necessario, egli può ricorrere a una trasformazione che ne aumenta notevolmente la massa muscolare e la forza combattiva. Si reca su Namecc per assistere Freezer nella raccolta delle sfere del drago. Zarbon viene poi inviato alla ricerca dei villaggi namecciani rimasti sul pianeta; durante la missione incontra il traditore Vegeta e, dopo essersi trasformato, lo sconfigge lasciandolo in fin di vita. Per scoprire dove il Saiyan ha nascosto una sfera, Freezer gli ordina tuttavia di tornare a recuperare il corpo di Vegeta e di curarlo nella vasca di rianimazione. Dopo che il Saiyan si è ripreso, lui e Zarbon ingaggiano un nuovo duello, in cui stavolta Vegeta ha la meglio uccidendolo. È doppiato in giapponese da Shō Hayami (Z) e Hiroaki Miura (Kai) e in italiano da Claudio Moneta.

#### Dodoria
Dodoria (ドドリア?, Dodoria) è, insieme a Zarbon, una delle due guardie del corpo di Freezer. È uno dei guerrieri più potenti al servizio di Freezer e possiede la capacità di volare e di utilizzare il ki. Iracondo, violento e spietato, viene incaricato da Freezer di uccidere Bardack e i suoi uomini nel film Dragon Ball Z: Le origini del mito. In Dragon Ball prende parte alla spedizione su Namecc, dove assiste Freezer nella raccolta delle sfere del drago. Durante l'attacco a un villaggio namecciano, Dodoria viene interrotto da Gohan e Crilin che salvano il piccolo Dende, e dopo averli inseguiti li attacca con un potente attacco energetico, credendo di averli eliminati. Sulla via del ritorno si imbatte poi in Vegeta. Quando il Saiyan si dimostra superiore, per avere salva la vita Dodoria gli rivela la verità sulla fine del suo pianeta natale, ma la rivelazione fa solo arrabbiare Vegeta, che lo uccide mentre questi sta tentando la fuga. È doppiato in giapponese da Yukitoshi Hori (Z) e Takashi Nagasako (Kai) e in italiano da Luca Bottale.

#### Kyui
Kyui (キュイ?, Kyui) è un guerriero al soldo di Freezer, noto per la sua storica rivalità con Vegeta. È un guerriero d'élite, sebbene si mostri spesso codardo. Appare per la prima volta su Freezer #79 quando informa Vegeta della spedizione di Freezer su Namecc, dopodiché si mette all'inseguimento del Saiyan traditore. Giunto sul pianeta viene ucciso da Vegeta con facilità. È doppiato in giapponese da Kōji Totani (Z) e Eiji Takemoto (Kai) e in italiano da Pino Pirovano.

#### Apool
Apool (アプール?, Apūru) è uno dei soldati di Freezer presenti su Namecc. È l'unico guerriero dell'armata a sopravvivere allo scontro coi namecciani oltre a Dodoria e Zarbon, pur avendo un livello di combattimento molto inferiore al loro. In seguito viene inviato da Freezer a cercare gli ultimi due villaggi namecciani e trova quello attaccato da Vegeta che ne aveva rubato la sfera. Viene ucciso proprio da Vegeta che lo coglie di sorpresa quando guarisce prima del previsto nella vasca di rianimazione che lui stava monitorando. È doppiato in giapponese da Yūji Machi (Z) e Takahiro Yoshimizu (Kai) e in italiano da Oliviero Corbetta.

#### Saibaiman
Il Saibaiman (栽培マン?, Saibaiman, lett. "Uomo coltivato"), Saibaim nel doppiaggio italiano dell'adattamento animato, è un guerriero-pianta utilizzato dall'esercito di Freezer. Non è molto forte ma possiede l'abilità di lanciare un potente acido dalla testa ed è in grado di autodistruggersi. Nasce da un particolare seme, che deve essere piantato e annaffiato. Sei Saibaiman vengono fatti lottare da Nappa e Vegeta contro i compagni di Goku, uccidendo Yamcha. Crilin infuriato per la morte dell'amico, insieme a Piccolo elimineranno gli altri rimasti. In seguito altri Saibaiman fanno la loro comparsa in Dragon Ball GT, dove spaventano i cittadini di una città e sono poi uccisi da Ub. Sono doppiati da Tōru Furuya.

#### Squadra Ginew

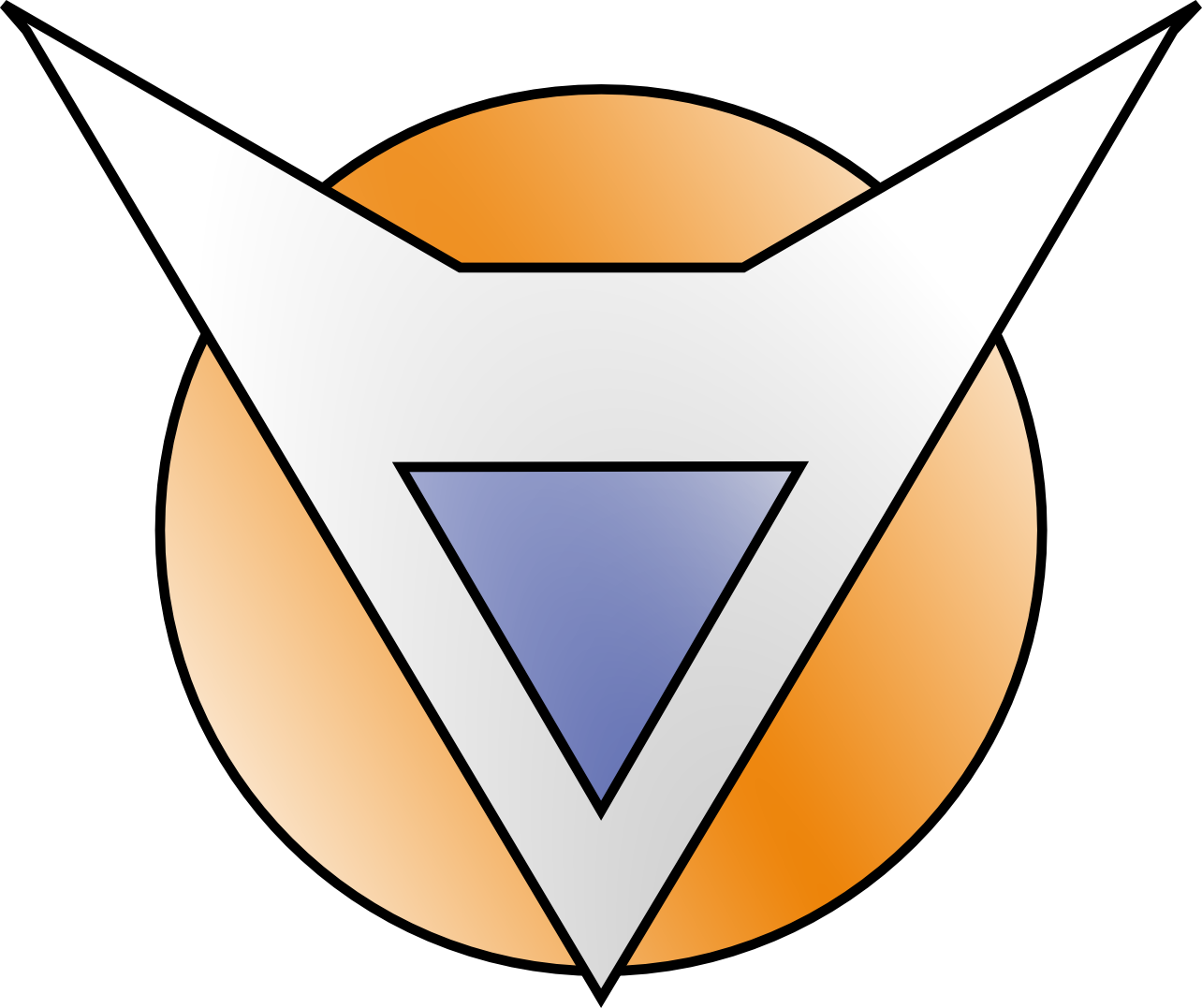
Simbolo della squadra speciale Ginew.

La Squadra Ginew (ギニュー特戦隊?, Ginyū tokusentai), Squadra Giniu nel doppiaggio italiano dell'adattamento animato, è il più potente gruppo di guerrieri al servizio di Freezer. La squadra prende il nome dal suo leader, Ginew. Malgrado siano visibilmente feroci e spietati, i cinque guerrieri risultano poco seri e grotteschi, usando per esempio appariscenti pose e coreografie per presentarsi. I loro nomi sono dei giochi di parole sui latticini. La Squadra Ginew venne convocata da Freezer su Namecc per porre rimedio alla distruzione degli scouter da parte di Muri, recuperare le sfere del drago e catturare e uccidere Vegeta, Crilin e Gohan, colpevoli di aver ostacolato Freezer nel suo tentativo di impossessarsi delle sette sfere. Giunto sul pianeta il team assolve ai primi due compiti in brevissimo tempo, ma l'arrivo di Goku sul pianeta causa la loro sconfitta. Riappaiono nell'anime sul pianeta di Re Kaioh, con lo scopo di mostrare i risultati dell'allenamento di Yamcha, Tenshinhan e Jiaozi, e poi mentre, insieme ad altri malvagi, scatenano una rivolta contro i guardiani degli inferi, ma vengono sconfitti da Goku.

##### Ginew
Ginew (ギニュー?, Ginyū), Giniu nel doppiaggio italiano dell'adattamento animato, è il capitano dell'omonima squadra, di cui è anche il membro più forte. Dispone di una tecnica unica, il Body Change (ボディチェンジ?, Bodi Chenji) (Sdoppiamento nel doppiaggio italiano dell'adattamento animato), attraverso la quale può scambiare il proprio corpo con quello di un altro individuo. Convocato da Freezer su Namecc, riceve l'ordine di recuperare le sfere del drago rubate da Vegeta e dai terrestri e di assassinare questi ultimi. Assolto il primo incarico, egli trasporta le sfere a Freezer, lasciando ai propri sottoposti l'esecuzione dei nemici. Informato però da Jeeth delle morti di Likoom, Butter e Guldo, Ginew affronta Goku e resosi conto di non poter competere con l'avversario utilizza il Body Change per appropriarsi del suo corpo, ma è incapace di utilizzarne i pieni poteri. Dopo essere stato gravemente ferito da Vegeta, Ginew tenta di utilizzare la propria tecnica contro il Saiyan, ma prima Goku si frappone fra i due riottenendo il proprio corpo, dopodiché lancia un ranocchio fra Ginew e Vegeta, causando uno scambio di corpo tra l'anfibio e l'alieno. Nell'anime Ginew riesce ad abbandonare il corpo del ranocchio impossessandosi di Bulma; successivamente tenta di fare altrettanto con quello di Piccolo ma viene fermato da Gohan. In Dragon Ball Z: La resurrezione di 'F' si impossessa con l'inganno del corpo di Tagoma, ritornando al servizio di Freezer. Viene, però, sconfitto da Gotenks e ucciso definitivamente da Vegeta; in Dragon Ball Super, invece, viene ucciso direttamente da Vegeta, senza che Goten e Trunks effettuino la Fusione affrontandolo. È doppiato in giapponese da Hideyuki Hori (Z) e Katsuyuki Konishi (Kai e Super) e in italiano da Marco Balzarotti.

##### Likoom
Likoom (リクーム?, Rikūmu), chiamato Rikoom nell'edizione italiana Evergreen del manga, e Recoom nel doppiaggio italiano dell'adattamento animato, è un componente della Squadra Ginew. Non ha particolari abilità, ma si distingue per la grande forza fisica e per l'utilizzo di attacchi dirompenti nel corpo a corpo. All'arrivo della squadra su Namecc, viene sorteggiato per combattere contro Vegeta, che sconfigge con estrema facilità. Poco prima di uccidere l'avversario è ostacolato da Gohan e Crilin, ma riesce a prevalere anche su di loro. Sul punto di eliminare i tre guerrieri, viene interrotto da Goku, che lo manda al tappeto con una sola gomitata al petto. Viene in seguito ucciso da Vegeta con un potente colpo energetico. È doppiato in giapponese da Kenji Utsumi (Z) e Seiji Sasaki (Kai) e in italiano da Stefano Albertini.

##### Butter
Butter (バータ?, Bāta), Barter nel doppiaggio italiano dell'adattamento animato, è un componente della Squadra Ginew. A causa del colore della sua pelle e della sua velocità nell'anime si è dato il soprannome di Uragano Blu (青いハリケーン?, Aoi harikēn). Crede di essere il più veloce dell'universo, ma viene smentito e sconfitto da Goku. Lasciato moribondo dal Saiyan, viene in seguito ucciso da Vegeta, che con una potente ginocchiata gli spezza l'osso del collo. È doppiato in giapponese da Yukimasa Kishino (Z) e Masaya Onosaka (Kai) e in italiano da Sergio Romanò.

##### Jeeth
Jeeth (ジース?, Jīsu), Gis nel doppiaggio italiano dell'adattamento animato, è un componente della Squadra Ginew appartenente alla razza dei Brench. Nell'anime, a causa del colore della sua pelle e del tipo di tecniche utilizzate, Jeeth si è soprannominato il Magma Rosso (赤いマグマ?, Akai maguma). Insieme a Butter attacca Goku, il quale si dimostra però molto più forte e veloce dei due. Alla fine, assiste impotente alla sconfitta di Butter per mano dell'avversario e fugge per la paura, andando ad avvertire Ginew. Assiste quindi allo scontro tra il capitano e Goku, aiutando il primo nel combattimento. In un secondo momento si scontra con Vegeta finendo ucciso dal Saiyan. È doppiato in giapponese da Kazumi Tanaka (Z) e Daisuke Kishio (Kai) e in italiano da Luca Sandri.

##### Guldo
Guldo (グルド?, Gurudo) è il componente fisicamente più debole della Squadra Ginew; nonostante ciò si mostra arrogante e sfacciato. Combatte usando i suoi poteri ESP, dimostrando di essere in grado di fermare il tempo per pochi secondi, di usare la telecinesi e di paralizzare i nemici. Giunto su Namecc viene sorteggiato per combattere contro Gohan e Crilin. Inizialmente si affida solo alla sua capacità di fermare il tempo, ma, per avere ragione dei suoi avversari, è costretto a ricorrere ai suoi poteri per paralizzarli. Prima di ucciderli è però decapitato inaspettatamente da Vegeta, che poi lo disintegra. È doppiato in giapponese da Kōzō Shioya (Z) e Yasuhiro Takato (Kai) e in italiano da Aldo Stella.

#### Re Cold
Re Cold (コルド大王?, Korudo daiō) è il padre di Freezer e Cooler. È arrogante, aristocratico e un manipolatore che controlla il suo vasto impero criminale dall'ombra; nonostante ciò, è meno spietato di Freezer. Appare dopo gli eventi di Namecc, quando, insieme al figlio Freezer rigenerato, giunge sulla Terra allo scopo di vendicarsi di Goku; ma viene ucciso da Trunks del futuro. Nell'anime, insieme a Freezer, Cold partecipa a una rivolta nel regno degli inferi capeggiata da Cell e repressa facilmente da Paikuhan. Toriyama, in un'intervista pubblicata sulla rivista Saikyo Jump, ha parlato di Cold e della sua famiglia: «Il padre di Freezer è un mutante con un livello di combattimento anormalmente elevato. Essendo nato solo da suo padre, Freezer era ancora fortemente in possesso dei suoi caratteri mutanti. Di conseguenza, anche quando si parla di "razza di Freezer", loro due sono gli unici che posseggono crudeltà e un livello combattivo anormale». In questo estratto, tuttavia, non è chiaro se Toriyama intendeva dire che Freezer ha un solo genitore, o voleva enfatizzare che i caratteri mutanti gli derivano unicamente da Cold. È doppiato in giapponese da Daisuke Gōri (Z) e Ryūzaburō Ōtomo (Kai) e in italiano da Vittorio Bestoso.

### Cyborg del Dottor Gelo

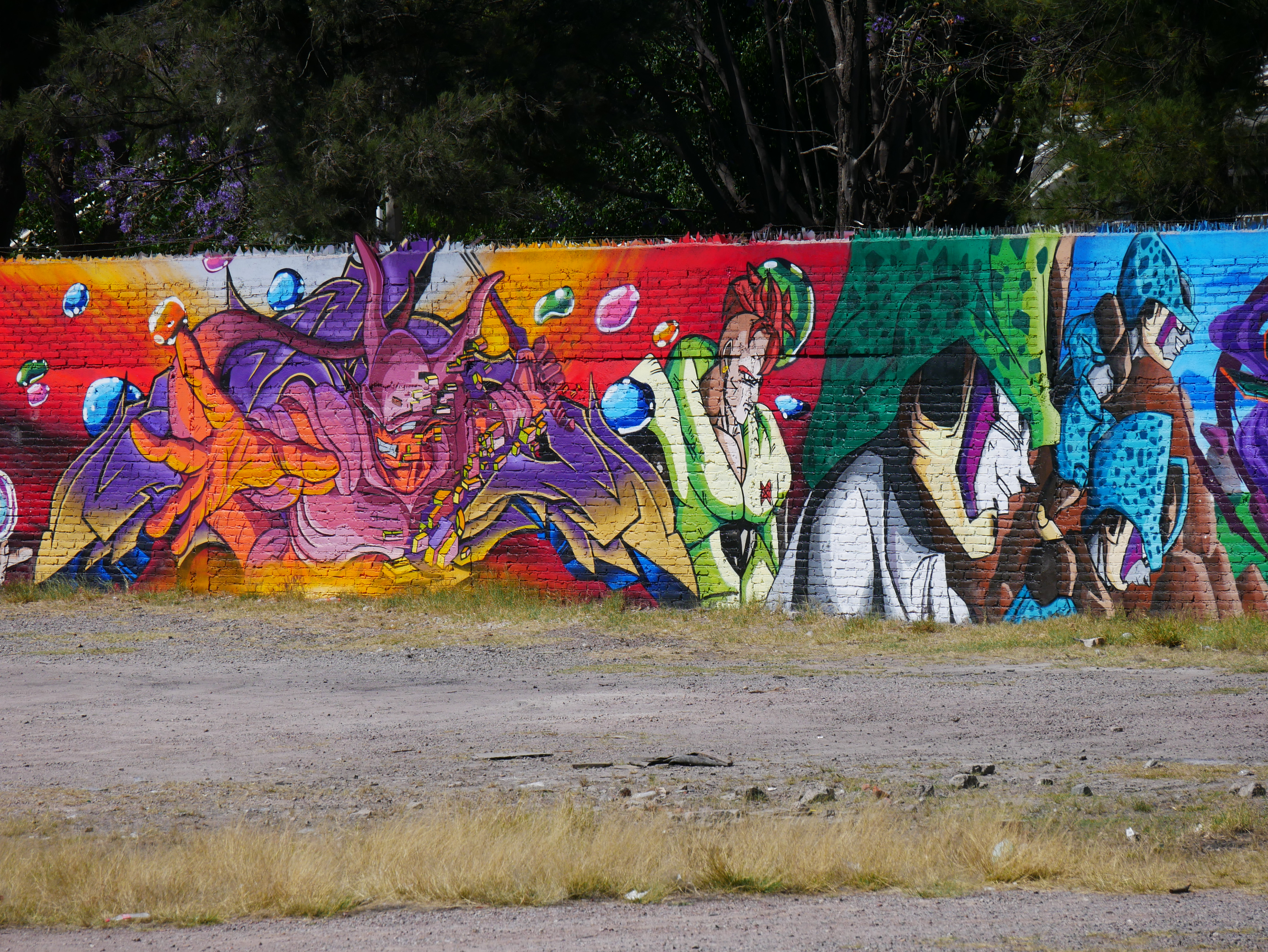
Da destra Cell Jr, Cell e C-16 in un murales

#### Cell
Cell (セル?, Seru) è un organismo artificiale progettato dal Dr. Gelo utilizzando le cellule dei migliori guerrieri dell'universo, ovvero Goku, Piccolo, Vegeta, Nappa, Freezer e Re Cold a cui, solo nell'adattamento animato, si aggiungono Crilin e Tenshinhan. Concepito con l'obiettivo di uccidere Goku e diventare l'essere più potente in assoluto, per ottenere la sua forma perfetta Cell ha bisogno dell'energia dei cyborg Numero 17 e Numero 18, creati dallo stesso Dr. Gelo proprio a tale scopo. Nella sua epoca, però, questi due cyborg erano già stati uccisi e, per questa ragione, Cell è tornato nel passato con la macchina del tempo di Bulma per completare la sua trasformazione. Nonostante riesca a raggiungere il suo scopo e ad acquisire una forza superiore persino a quella di Goku, Cell viene infine sconfitto da Gohan nel corso del Cell Game. 

#### Dottor Gelo
Il Dottor Gelo (ドクター・ゲロ?, Dokutā Gero), noto anche come Numero 20 (人造人間20号?, Jinzō ningen niju-gō) nella sua forma cyborg e C-20 nel doppiaggio italiano dell'adattamento animato, è lo scienziato creatore di Cell e di alcuni cyborg, costruiti allo scopo di assassinare Goku per vendicare la distruzione del Red Ribbon, di cui Gelo faceva parte in passato. Desiderando la vita eterna, Gelo istruì Numero 19 perché lo trasformasse in un cyborg. Grazie a ciò e nonostante l'aspetto esile, egli è dotato di capacità fisiche sovrumane, nonché dell'abilità di assorbire il ki degli avversari toccandoli con le mani o intercettandone gli attacchi energetici. Insieme a 19 fronteggia Goku e Vegeta, ma rendendosi conto di non poter fronteggiare i Saiyan si dà alla fuga. Dopo che il suo tentativo di assorbire l'energia di Piccolo è fermato da Gohan, viene sconfitto dal namecciano, che gli mozza un braccio. Gelo riesce comunque a tornare al suo laboratorio, dove riattiva Numero 17 e 18, ma i due cyborg si ribellano ai suoi ordini e lo uccidono. Nel manga di Super si apprende di più sulla sua storia famigliare, era sposato con Vomi dalla quale ha avuto due figli, uno dei quali a sua volta ha avuto un figlio ovvero Hedo, che proprio come il nonno è un genio della progettazione robotica. Gelo fa un'altra apparizione in Dragon Ball GT, dove insieme al Dr. Mieu, crea un clone di C-17 che si fonde al cyborg originale per dare vita a Super C-17; anche in questo caso la creatura sfugge al suo controllo e lo scienziato viene annientato. È doppiato in giapponese da Kōji Yada e in italiano da Oliviero Corbetta.

#### Numero 16
Numero 16 (人造人間16号?, Jinzōningen jūroku-gō), C-16 nel doppiaggio italiano dell'adattamento animato, è un cyborg creato dal Dr. Gelo. È stato progettato dallo scienziato sulla base del figlio, Gevo, tuttavia si rivela difettoso in quanto il cyborg mostra una personalità pacifica, amante della natura e poco incline al combattimento, nonostante possegga una forza seconda solo a Cell. 16 viene attivato e risvegliato dall'ibernazione da Numero 17 e 18, coi quali parte per adempiere alla loro missione di trovare ed eliminare Goku. Nonostante i vari tentativi di proteggere i suoi due compagni da Cell, fallisce nell'impresa e viene danneggiato. In seguito, 16 chiede a Crilin di essere riparato in modo tale da poter partecipare al Cell Game e aiutare i guerrieri. Interviene nello scontro tra Gohan e Cell immobilizzando Cell, ma il suo tentativo di autodistruggersi per eliminare il mostro fallisce, dato che durante la manutenzione Bulma aveva rimosso la bomba presente nel suo corpo. Ormai senza armi, viene distrutto definitivamente da Cell e la sua morte causerà la rabbia di Gohan, il quale si trasformerà così in Super Saiyan 2. È doppiato in giapponese da Hikaru Midorikawa e in italiano da Pietro Ubaldi.

#### Numero 17
Numero 17 (人造人間17号?, Jinzōningen jūnana-gō), C-17 nel doppiaggio italiano dell'adattamento animato, è il fratello gemello di Numero 18, insieme alla quale è stato trasformato in cyborg dal Dr. Gelo. Il nome che aveva da umano era Lapis (ラピス?). Viene incaricato di uccidere Goku, sebbene il fine ultimo della sua creazione sia quello di essere assorbito da Cell insieme alla sorella, in modo da permettere a quest'ultimo di raggiungere la sua forma perfetta. Caratterizzato da un comportamento infantile ed estremamente ribelle, 17 possiede forza e velocità sovrumane e un'energia illimitata. Viene attivato dal Dr. Gelo per lo scontro con gli amici di Goku e, dopo aver distrutto il telecomando per la sua disattivazione, il cyborg uccide lo scienziato. In cerca di Goku, sconfigge diversi suoi amici, prima di essere assorbito da Cell. Perisce quando Cell si autodistrugge, ma in seguito viene riportato in vita grazie alle sfere del drago. Nella linea temporale di Trunks del futuro, 17 non viene mai assorbito da Cell e si diverte insieme a 18 a devastare la Terra e a torturarne gli abitanti almeno finché Trunks non li distrugge entrambi dopo un breve combattimento. In Dragon Ball Super si scopre che dopo essere stato resuscitato grazie alle sfere del drago, 17 ha messo su famiglia ed è diventato il ranger della Monster Island, difendendola dai frequenti attacchi dei bracconieri. In cambio della promessa di Goku di far proteggere l'isola in sua assenza, acconsente a partecipare al Torneo del Potere. Quando Goku, Freezer e Jiren si eliminano a vicenda, 17 rimane l'ultimo combattente sul ring e assicura così la vittoria del Settimo Universo. Con le super sfere del drago esprime poi il desiderio di ripristinare tutti gli universi cancellati. Combatte poi in difesa della Terra contro Molo e i suoi mercenari, sconfiggendo Seven-Three. In Dragon Ball GT il Dr. Gelo e il Dr. Mieu costruiscono un suo clone che crea un varco tra la Terra e gli inferi, favorendo l'evasione di molti personaggi malvagi precedentemente sconfitti. Dopo aver ucciso Crilin e sconfitto sua sorella, C-17 si unisce al suo clone dando vita a Super C-17. Super C-17 riesce a tenere testa a Goku Super Saiyan 4, ma viene infine annientato, anche grazie al fatto che il C-17 originale, dall'interno di Super C-17, suggerisce telepaticamente a Goku i punti dove colpire il nemico. In giapponese è doppiato da Shigeru Nakahara e in italiano da Patrizio Prata (Z e Super), Gabriele Calindri (GT) e Paolo Sesana (in GT quando è Super C-17).

#### Numero 18
Numero 18 (人造人間18号?, Jinzōningen jūhachi-gō), C-18 nel doppiaggio italiano dell'adattamento animato, è la sorella gemella di Numero 17, insieme al quale è stata trasformata in cyborg dal Dr. Gelo con lo scopo di eliminare Goku, sebbene a loro insaputa esistano solo per essere assorbiti da Cell e permettergli così di diventare l'essere perfetto. Il nome che aveva da umana era Lazuli (ラズリ?). Dopo che il drago Shenron rimuove la carica esplosiva dal suo corpo, si sposa con Crilin, con cui ha una figlia, Marron.

#### Numero 19
Numero 19 (人造人間19号?, Jinzōningen jūkyū-gō), C-19 nel doppiaggio italiano dell'adattamento animato, è il braccio destro del Dr. Gelo, a cui è totalmente devoto. Lo scienziato l'ha costruito su modello di una bambola trovata in una base nemica e considerata un trofeo. È uno dei cyborg più deboli creati dallo scienziato, ma è comunque dotato di una forza sovrumana e di due dispositivi posti sui palmi delle mani grazie ai quali possiede l'abilità di assorbire il ki dei nemici. Insieme al Dr. Gelo attacca la Città del Sud e affronta Goku. Quando il Saiyan è colpito dalla malattia cardiaca, 19 ne approfitta per assorbire la sua energia e per sconfiggerlo, ma, prima di poterlo soffocare, viene fermato da Vegeta che gli strappa via le braccia e poi lo distrugge. È doppiato in giapponese da Yukitoshi Hori e in italiano da Fabio Mazzari.

### Esercito di Babidy
L'Esercito di Babidy (バビディの部下?, Babidi no Buka) è un gruppo criminale guidato da Babidy. È costituito da guerrieri provenienti da vari pianeti, che hanno tutti una M marchiata sul corpo a simboleggiare il potere oscuro che Babidy esercita su di loro con la sua magia. Il loro scopo è quello di conquistare l'universo liberando Majin Bu dal suo sigillo.

#### Majin Bu
Majin Bu (魔人ブウ?, Majin Bū), Majinbu nel doppiaggio italiano dell'adattamento animato, è una creatura magica creata dalla maga Marba e risvegliata dal mago Bibbidy (ビビディ?, Bibidi) (Bibidi nel doppiaggio italiano dell'adattamento animato) milioni di anni prima dell'inizio della storia. La sua natura elastica gli dona la capacità di allungare, contorcere, trasformare e rigenerare parti del proprio corpo senza il minimo sforzo. Sconfigge quasi tutti i Kaiohshin, prima di essere imprigionato da Bibbidy e spedito sulla Terra, per paura che la creatura si ribelli al suo volere. Dopo l'uccisione di Bibbidy da parte del Kaiohshin dell'Est, Majin Bu viene liberato da Babidy, il figlio del mago, grazie all'energia di Gohan. Dopo aver ucciso Babidy, Bu diventa amico di Mr. Satan, espellendo la sua parte malvagia. Questa ricerca sfide sempre più entusiasmanti e combatte contro molti avversari, assorbendo Goten, Trunks, Piccolo e Gohan, e potenziandosi nel processo. La parte malvagia viene infine sconfitta da Goku, grazie a una Genkidama contenente l'energia di tutti gli abitanti della Terra e reincarnata in una persona buona in Ub. La parte buona di Bu rimane invece a vivere insieme a Mr. Satan e fa delle apparizioni anche in Dragon Ball Super e Dragon Ball GT.

#### Babidy

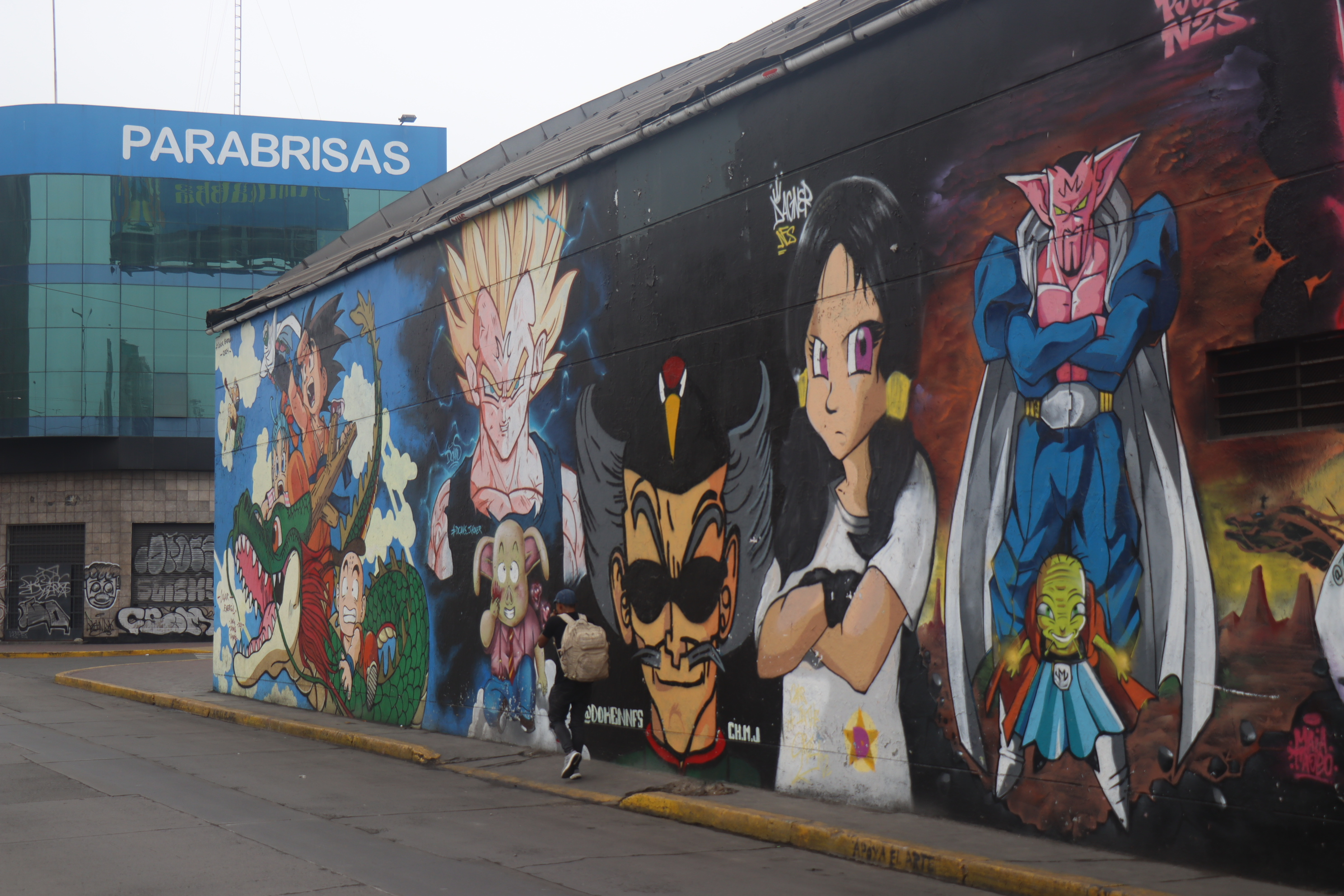
Murales con Babidy e Darbula (ultimi personaggi a destra)

Babidy (バビディ?, Babidi), Babidi nel doppiaggio italiano dell'adattamento animato, è un mago malvagio, sadico e senza pietà. Possiede grandi poteri magici ed è in grado di controllare la mente delle persone malvagie per far sì che rispondano ai suoi comandi, rendendole al contempo più forti. Può inoltre teletrasportare se stesso o più persone in qualsiasi punto dell'universo o far esplodere le persone più deboli di lui a distanza. Si impossessa della mente di Vegeta e usa l'energia del combattimento tra questi e Goku per liberare Majin Bu. La creatura si rivela però più intelligente e indomita del previsto, e si ribella a Babidy uccidendolo. In Dragon Ball Super si scopre che egli si è manifestato anche nella linea temporale di Trunks del futuro, ma che è stato ucciso dal Saiyan prevenendo così la rinascita di Majin Bu. È doppiato in giapponese da Jōji Yanami (Z) e Bin Shimada (Kai e Daima) e in italiano da Oliviero Corbetta.

#### Darbula
Darbula (ダーブラ?, Dābura) è il re del mondo demoniaco divenuto subordinato del mago Babidy. Il suo nome deriva dall'incantesimo Abracadabra (アブラカダブラ?, Aburakadabura): per questo è stato chiamato Dabra nell'edizione italiana Evergreen del manga; nel doppiaggio italiano di Dragon Ball Super viene invece chiamato Dabura. La sua abilità principale consiste nel produrre una saliva in grado di pietrificare qualsiasi cosa tocchi, oltre ad alcune abilità magiche, come materializzare armi o sputare fuoco dalla bocca. Viene schierato a guardia dell'astronave di Babidy e, quando Goku e compagni giungono sul posto, li attacca, uccidendo Kibith e pietrificando Crilin e Piccolo. Combatte poi contro Gohan, ma resosi conto della malvagità nel cuore di Vegeta, si ritira dal combattimento per informare il suo padrone della possibilità di controllarlo. Una volta risvegliato Majin Bu, Darbula è trasformato dalla creatura in un biscotto e divorato. È doppiato in giapponese da Ryūzaburō Ōtomo e in italiano da Marco Pagani (Z) e Gianni Gaude (Super).

#### Yamu e Spopovitch
Yamu (ヤムー?, Yamū) e Spopovitch (スポポビッチ?, Supopobicchi) (Spopobitch nel doppiaggio italiano dell'adattamento animato) sono due guerrieri assoggettati al volere di Babidy. Partecipano al 25º Torneo Tenkaichi, dove Spopovitch riduce Videl quasi in fin di vita grazie ai poteri ottenuti da Babidy. In seguito riescono a prelevare l'energia di Gohan necessaria per far risvegliare Majin Bu. Tornati da Babidy, Spopovitch viene però ucciso a sangue freddo dal mago, mentre Yamu, tenta un'ultima fuga prima di essere ucciso da Puipui. In passato Spopovitch aveva partecipato a un torneo Tenkaichi, ma aveva un aspetto completamente diverso: aveva una carnagione abbronzata, capelli rossicci e occhi chiari. Il radicale cambiamento è avvenuto in seguito alla possessione di Babidy. Sono doppiati in giapponese da Naoki Tatsuta e Hisao Egawa e in italiano da Massimiliano Lotti e Stefano Albertini.

#### Puipui
Puipui (プイプイ?, Puipui) è uno dei servitori di Babidy e il guardiano del primo dei quattro livelli che conducono a Majin Bu. Il suo pianeta natale, Zoon, ha una gravità dieci volte superiore a quella terrestre e lui crede per questo di essere superiore agli altri guerrieri. Sfida Vegeta ma, pur venendo trasportato su Zoon grazie a una magia di Babidy, non è all'altezza del Saiyan e viene ucciso facilmente. È doppiato in giapponese da Tomohisa Asō e in italiano da Francesco Orlando.

#### Yakon
Yakon (ヤコン?), Yacon nel doppiaggio italiano dell'adattamento animato, è uno dei guerrieri di Babidy, posto a protezione del secondo livello dell'astronave del mago. È un alieno Ankoku originario del Pianeta delle Tenebre con il potere di vedere nel buio e di assorbire la luce come cibo. Viene affrontato da Goku trasformato in Super Saiyan, di cui assorbe l'aura luminosa facendolo tornare normale. Viene infine ucciso quando Goku si trasforma in Super Saiyan 2, facendolo esplodere per la troppa energia assorbita. È doppiato in giapponese da Yoshiyuki Kono e in italiano da Pietro Ubaldi.

## Altri personaggi

### Vari

#### Bardack
Bardack (バーダック?, Bādakku), chiamato Birdack nelle edizioni italiane del manga precedenti alla Evergreen, e Burdock nel doppiaggio italiano dell'adattamento animato, è il padre di Goku. Guerriero Saiyan di infimo livello, grazie alle numerose battaglie affrontate è divenuto via via sempre più potente, superando perfino alcuni guerrieri d'élite. In Dragon Ball Z: Le origini del mito, quando Freezer decide di sterminare i Saiyan, invia Dodoria e la sua squadra a uccidere Bardack, ma egli riesce a sopravvivere e a dirigersi sul pianeta Vegeta per avvisare i propri compatrioti del pericolo. Inascoltato, decide di fronteggiare fino all'ultimo Freezer e i suoi uomini da solo, ma viene ucciso.

#### Dottor Brief
Il dottor Brief (ブリーフ博士?, Burīfu hakase) è il padre di Bulma. È un inventore geniale, proprietario e fondatore della Capsule Corporation, azienda che produce molti macchinari elettronici, usati dai vari personaggi della serie nelle loro avventure. Perfeziona l'astronave appartenuta al figlio di Katattsu, in modo che Bulma, Crilin e Gohan possano partire per Namecc e recuperare la navicella di Goku, sfruttandone la tecnologia per creare l'astronave che permette al Saiyan di raggiungere Namecc. In seguito aiuta Bulma a costruire il telecomando per disattivare i cyborg Numero 17 e 18 e ripara 16 in vista del Cell Game. È doppiato in giapponese da Jōji Yanami (DB e Z) e Ryōichi Tanaka (Super) e in italiano da Antonio Paiola (DB, Z e Super) e Matteo Zanotti (Super ep.51-52).

#### Olong
Olong (ウーロン?, Ūron), chiamato Oolong a partire dalla quinta edizione italiana del manga e Oscar nel doppiaggio italiano degli adattamenti animati, è un maialino parlante che può trasformarsi in qualunque cosa voglia ma per una durata massima di cinque minuti e mantenendo inalterata la sua forza. Il personaggio è basato su Binyao, co-protagonista del manga Dragon Boy di Toriyama e sul maiale Zhu Bajie, che compare nel racconto Viaggio in Occidente. Caratterialmente Olong è cinico, vile, furbo, fifone e pervertito: i suoi hobby preferiti sono la raccolta di biancheria intima femminile e spiare le donne per vederle nude. Compare per la prima volta quando Goku e Bulma sono alla ricerca di una sfera del drago in un piccolo villaggio, in cui sfruttando i suoi poteri Olong si trasformava in un mostro per chiedere alle belle ragazze di sposarlo. Goku riesce a sconfiggerlo e dal momento Olong è costretto a seguire il duo e utilizzare i suoi poteri per facilitare la ricerca delle sfere. Impedisce a Pilaf di esaudire il desiderio di regnare sul mondo, anticipandolo con la richiesta di ottenere delle mutandine da donna. È doppiato in giapponese da Naoki Tatsuta e in italiano da Renato Montanari (Junior TV), Riccardo Peroni (Mediaset) e Massimo Milazzo (Dragon Ball - Il film).

#### Stregone del Toro
Lo Stregone del Toro (牛魔王?, Gyūmaō, lett. "Re demone toro") è il padre di Chichi, con la quale viveva nel castello sul Monte Padella prima che esso venisse avvolto da un incendio inestinguibile. Ossessionato dal timore di venire derubato dei suoi tesori, egli iniziò a uccidere chiunque si avvicinasse alla sua dimora che divenne temuta e famigerata. Quando Goku, Bulma e Oolong vi giungono durante la ricerca delle sfere del drago, minaccia di morte la ragazza e il suino per poi fermarsi quando riconosce la nuvola d'oro regalata a Goku da Muten, di cui fu allievo insieme a Son Gohan. Necessitando dell'aiuto del Maestro Muten per spegnere l'incendio, lo Stregone del Toro chiede a Goku di contattarlo e il ragazzo accetta in cambio della sfera del drago situata nel suo castello. In seguito offre Chichi in sposa a Goku quando avrebbe compiuto 18 anni, poiché la figlia si era persa e il giovane l'aveva riportata a casa sana e salva. Nell'anime il suo palazzo viene nuovamente invaso dalle fiamme al termine del 23º Torneo Tenkaichi e lo Stregone è salvato ancora da Goku. Dopo il matrimonio della figlia con Goku, si spoglia dei panni di guerriero per diventare un nonno affettuoso e gentile. Nel primo doppiaggio italiano realizzato dalla Play World, il personaggio fu chiamato Ox Satan; nel successivo ridoppiaggio ad opera della Merak Film venne chiamato Al Satan, nome in seguito riciclato per il Grande Mago Piccolo, e dall'apparizione di quest'ultimo in poi lo Stregone del Toro verrà chiamato Giuma. È doppiato in giapponese da Daisuke Gōri (DB e Z) e Ryūzaburō Ōtomo (Kai e Super) e in italiano da Renato Montanari (Junior TV), Tony Fuochi (DB e Z) e Alessandro Zurla (Super).

#### Chichi
Chichi (チチ?) è la bella figlia dello Stregone del Toro e moglie di Goku. Compare per la prima volta, da ragazzina, quando Goku e il suo gruppo si dirigono al Monte Padella per ottenere la sfera del drago in possesso dello Stregone del Toro. In segno di gratitudine verso Goku che la ritrova dopo essersi persa, lo Stregone gliela offre in moglie quando avrebbe compiuto 18 anni. Chichi si presenta come concorrente al 23º Torneo Tenkaichi per ricordare a Goku la sua promessa, e dopo averla sconfitta il giovane accetta di sposarla. Ella abbandona quindi definitivamente il mondo delle arti marziali per dedicarsi al ruolo di moglie e madre di Gohan e Goten. Assiste Goku quando questi si ammala durante l'arrivo dei cyborg fino alla sua completa guarigione. Più avanti nella storia viene uccisa da Majin Bu, che la trasforma in un uovo che poi schiaccia, ed è poi resuscitata grazie alle sfere del drago. Compare ricorrentemente in Dragon Ball Super e in brevi sequenze anche in Dragon Ball GT. È doppiata in giapponese da Mayumi Shō (DB e Z (ep. 1-66)) e Naoko Watanabe (Z e Kai) e Ai Kakuma (bambina (Daima)) e interpretata da Jamie Chung (Dragonball Evolution). In italiano è doppiata da Beatrice Margiotti (Junior TV), Elisabetta Spinelli (Mediaset) e Domitilla D'Amico (Dragonball Evolution).

#### Lunch
Lunch (ランチ?, Ranchi), Laura nel doppiaggio italiano dell'adattamento animato, è una donna salvata da Goku e Crilin e portata al Maestro Muten come domestica in cambio della promessa di essere allenati da lui. Ha uno strano disturbo che le fa cambiare personalità, da donna dai capelli blu tranquilla ed educata a bionda aggressiva e ribelle, ogni volta che starnutisce. Lunch rimane così alla Kame House cucinando per i due allievi e il maestro e tenendo in ordine la casa. La sua controparte bionda si innamora di Tenshinhan, da cui poi si trasferisce. È doppiata in giapponese da Mami Koyama e in italiano da Beatrice Margiotti (Play World), Marina Massironi (Mediaset, 1ª voce), Cinzia Massironi (Mediaset, 2ª voce).

#### Baba
Baba (占いババ?, Uranai Baba, lett. "Vecchia sibilla") è la sorella maggiore del Maestro Muten nonché una chiaroveggente capace di localizzare qualunque oggetto le venga chiesto e di prevedere alcuni eventi futuri. Su permesso di Re Enma ha la facoltà di visitare liberamente il regno dei morti e di far tornare individui deceduti nel mondo mortale per un giorno. Baba ha due passioni, il denaro e gli incontri di lotta: per tale ragione essa offre i propri servigi solo a coloro che possono permettersi di pagare una sostanziosa somma di denaro o che riescono a sconfiggere cinque dei suoi lottatori in tornei da lei organizzati. Per esercitare i propri poteri Baba fa uso di una sfera di cristallo, che usa anche come mezzo di trasporto. Goku, Crilin, Yamcha e Upa si recano da lei per chiederle di localizzare la sfera del drago a una stella che era stata resa invisibile al dragon radar da Pilaf tramite un apposito contenitore. I quattro affrontano la sfida posta da Baba, ottenendo la vittoria nonostante le sconfitte di Crilin e Yamcha. In seguito Baba aiuta Goku a ritrovare il bastone Nyoi e permette a Goku e a Vegeta di tornare sulla Terra rispettivamente per partecipare al 25º Torneo Tenkaichi e per affrontare Majin Bu. In Dragon Ball Super fa resuscitare Freezer per un giorno per permettergli di prendere parte al Torneo dei Potere. In giapponese è doppiata da Junpei Takiguchi (DB) e Mayumi Tanaka (Z e Super) e in italiano da Grazia Migneco (DB e Z) e Caterina Rochira (Super).

#### Nonno Son Gohan
Nonno Son Gohan (孫悟飯 じいさん?, Son Gohan jiisan) è il nonno adottivo di Goku. Uomo dalla forza portentosa, in gioventù fu allievo del Maestro Muten e successivamente acquisì grande fama come maestro di arti marziali. In un periodo imprecisato si stabilì sul Monte Paoz e lì si imbatté nel saiyan Kakaroth che decise di allevare come proprio nipote chiamandolo Son Goku. Dotato di un carattere molto aggressivo, in seguito a un incidente il bambino perse la memoria e la sua indole malvagia, divenendo bravo e gentile. Gohan scoprì la capacità di Goku di trasformarsi in scimmione alla vista della luna piena e dato che raccomandò al bambino di non uscire mai di casa durante il plenilunio a causa del manifestarsi di un mostro in quelle notti, sopravvisse a tale evento in almeno un'occasione. Sfortunatamente per lui però una sera Goku, dimentico dell'avvertimento di Gohan, uscì di casa per urinare, si trasformò ed uccise l'anziano guerriero.
Ricompare come guerriero di Baba, grazie alla facoltà della strega di riportare in vita i morti per un giorno, e affronta il Goku in combattimento, dovendo arrendersi alla forza del nipote. Quando Vegeta si trasforma in Oozaru davanti a Goku, quest'ultimo comprende di essere stato lui a uccidere suo nonno, promettendo di scusarsi nel caso si fossero rincontrati. È doppiato in giapponese da Osamu Saka (DB), da Kinpei Azusa (Z), da Shigeru Chiba (Kai) e interpretato da Chi Keung Chan (Dragon Ball - Il film) e Randall Duk Kim (Dragonball Evolution). In italiano è doppiato da Antonio Paiola, Toni Orlandi (Dragon Ball - Il film) e Dario Penne (Dragonball Evolution).

#### Bora
Bora (ボラ?) è il capo di una tribù che vive ai piedi della Torre di Karin e il padre di Upa. Il suo dovere è di proteggere la torre, e, in un primo momento, sconfigge da solo un'intera pattuglia di soldati dell'esercito del Red Ribbon, ma successivamente viene ucciso dal killer Taobaibai. Viene resuscitato grazie alle sfere del drago. In seguito aiuta Goku e Yajirobei a scalare la torre di Karin. Cerca anche di aiutare Lunch a salire la torre, dopo che quest'ultima lo minaccia con un fucile. È doppiato in giapponese da Banjō Ginga e in italiano da Marco Pagani e Riccardo Lombardo.

#### Upa
Upa (ウパ?) è il figlio di Bora. Nonostante sia ancora un bambino prende molto sul serio il suo compito di proteggere la torre e ha un forte senso di giustizia. Quando il padre Bora viene ucciso da Taobaibai, Goku promette a Upa che userà le sfere del drago per resuscitarlo; così Upa accompagna Goku e i suoi amici alla ricerca delle sfere e li aiuta nella lotta contro i guerrieri di Baba. È doppiato in giapponese da Mitsuko Horie e in italiano da Debora Magnaghi.

#### Karin
Karin (カリン?), Balzar nel doppiaggio italiano dell'adattamento animato, è un maestro di arti marziali che vive da eremita in cima a una torre. Ha l'aspetto di un gatto bianco, per il cui volto Toriyama si è ispirato a quello del proprio gatto Koge mentre dormiva. Custodisce l'acqua del dio maestoso, in grado di risvegliare la forza interiore delle persone, e coltiva i senzu, fagioli magici che se mangiati restituiscono le forze e guariscono qualsiasi tipo di ferita. Ha inoltre il potere di leggere nelle menti altrui, e, rimanendo sulla cima del suo obelisco, può vedere ciò che accade nel mondo. Avendo vissuto per oltre ottocento anni è molto saggio e paziente, e nonostante appaia a volte severo tiene molto ai suoi allievi. Goku riesce a scalare la Torre di Karin e si fa consegnare l'acqua miracolosa, per diventare più forte e sconfiggere il Grande Mago Piccolo. In seguito Karin allena Crilin, Yamcha, Tenshinhan e Jiaozi, dopo che questi scalano a loro volta la torre. È Karin inoltre a rivelare a Goku l'esistenza del Dio della Terra e a spiegargli come raggiungerlo per chiedergli di risvegliare il drago Shenron, distrutto in precedenza dal Grande Mago Piccolo.. È doppiato in giapponese da Ichirō Nagai (DB e Z) e Ken Uo (Super e Daima) e in italiano da Antonello Governale (DB) e Pietro Ubaldi (DB, Z e Super).

#### Mutaito
Mutaito (武泰斗?) è stato il maestro di Muten e dell'Eremita della Gru. Durante il primo attacco del Grande Mago Piccolo creò la tecnica Mafuuba, imprigionandolo con successo; ma a causa della potenza della mossa perse la vita. Tale impresa lo ha consacrato come uno dei più grandi eroi della Terra. Nell'anime Goku viaggia nel tempo per incontrarlo e per farsi insegnare a controllare la propria forza spirituale. Un equivalente di Mutaito appare nel film Dragonball Evolution con il nome di Sifu Norris; come il Mutaito originale, Norris aiuta Muten a preparare la Mafuuba per imprigionare il Grande Mago Piccolo. È doppiato in giapponese da Kenji Utsumi e in italiano da Alfredo Danti.

#### Mr. Popo
Mr. Popo (ミスター・ポポ?, Misutā Popo), chiamato semplicemente Popo nel doppiaggio italiano dell'adattamento animato, è il servitore della persona che si trova a ricoprire il ruolo di Dio della Terra. È un essere umanoide sovrappeso dalla pelle nera, gli occhi rotondi e grandi labbra rosse, ed è senza naso né capelli. Per queste caratteristiche, il personaggio di Mr. Popo è stato accusato di ricalcare lo stereotipo etnico e razzista del blackface. Per prevenire critiche, la Viz Media, editore nordamericano del manga, ha assottigliato di molto le labbra del personaggio, mentre nell'edizione americana di Dragon Ball Kai è stato colorato d'azzurro. Mr. Popo è totalmente devoto a Dio e a Dende, arrivando a proteggerli a costo della propria vita. Si occupa di allenare Goku e compagni in previsione degli scontri con Piccolo, Nappa e Vegeta e in seguito recupera le sfere del drago della Terra e chiede a Shenron di resuscitare le vittime di Freezer. È doppiato in giapponese da Toku Nishio (DB, Z e GT), Yasuhiko Kawazu (Kai, Super e Daima) e Kimiko Saitō (bambino (Daima)) e in italiano da Flavio Arras (DB, Z e GT) e Graziano Galoforo (Super).

#### Capo Anziano
Il Capo Anziano (最長老?, Sai chōrō), Anziano Saggio nel doppiaggio italiano dell'adattamento animato, è il namecciano che ha ripopolato Namecc dopo la quasi totale estinzione dovuta al cataclisma che colpì il pianeta. Fisicamente molto più grande dei suoi simili, è la massima autorità su Namecc, e tutti i namecciani lo rispettano e gli sono devoti. Ha creato le sfere del drago namecciane ed è capace di risvegliare in chiunque il suo potere latente. È inoltre di animo gentile e caritatevole. Essendo diventato molto debole a causa della sua veneranda età, e ormai prossimo alla morte, il Capo Anziano decide di aiutare Gohan e Crilin nella loro ricerca delle sfere per evitare che cadano nelle mani di Freezer. Il massacro della sua gente da parte del tiranno spaziale lo addolora al punto da accelerarne il decesso, ma grazie alla sfere del drago della Terra torna in vita quel che basta per permettere a Polunga di portare tutti gli abitanti di Namecc sulla Terra. Arrivato ormai alla fine del ciclo della sua vita, muore lasciando il suo posto a Muri. In giapponese è doppiato da Masaharu Satō (Z) e Junpei Takiguchi (Kai) e in italiano da Ciro Imparato.

#### Muri
Muri (ムーリ長老?, Mūri chōrō), Moori nel doppiaggio italiano dell'adattamento animato, è il capo di uno dei villaggi di Namecc che vengono attaccati da Freezer e dai suoi scagnozzi per ottenere le sfere del drago di Namecc, una delle quali è custodita proprio da Muri. Rifiutandosi di consegnare l'oggetto, Muri viene ucciso da Dodoria, che gli spezza il collo. Riportato in vita insieme a tutte le vittime di Freezer dal drago Shenron, assume il ruolo di capo del suo popolo su Neo Namecc, su decisione del Capo Anziano, che muore subito dopo. In Dragon Ball Super viene ucciso da Cranberry che gli sottrae la sfera del drago da lui custodita, ed Esca prende il suo posto come Capo Anziano. Dopo la sconfitta di Molo, il drago Polunga riporta in vita Muri insieme alle altre vittime dello stregone e dei suoi servi. È doppiato in giapponese da Kinpei Azusa (Z) e Ryōichi Tanaka (Kai) e in italiano da Alfredo Danti (1ª voce) e Maurizio Scattorin (2ª voce).

#### Nail
Nail (ネイル?, Neiru) è il guerriero più forte di Namecc e la guardia personale del Capo Anziano. La sua forza è tale da suscitare lo stupore di Freezer, che vorrebbe avere uno come lui al suo servizio. Dopo un duro scontro con Freezer viene ridotto in fin di vita, ma riesce nell'obiettivo di far perdere tempo al tiranno e permettere a Dende di evocare il drago Polunga. Quando Piccolo lo incontra casualmente, Nail gli propone di farsi assimilare per renderlo sufficientemente potente da fronteggiare Freezer e, dopo alcune esitazioni, Piccolo accetta. In questo modo Piccolo acquista una nuova forza e insieme al compagno, riesce a mettere in difficoltà Freezer nella sua prima trasformazione. È doppiato in giapponese da Katsuji Mori (Z) e Taiten Kusunoki (Kai) e in italiano da Alberto Sette.

#### Mr. Satan
Mr. Satan (ミスター・サタン?, Misutā Satan) è il campione mondiale di wrestling e in quanto tale è considerato l'uomo più forte del mondo. Personaggio goffo e simpatico, Toriyama ha affermato che, se avesse dovuto ridisegnare Dragon Ball, avrebbe scelto proprio Mr. Satan come personaggio principale, per via della sua comicità. 

#### Videl
Videl (ビーデル?, Bīderu) è la figlia di Mr. Satan. Atletica, dai capelli neri e gli occhi azzurri, Videl pratica le arti marziali ed è molto più abile di suo padre in questo. È altruista e ha un forte senso del dovere, infatti mette a disposizione le sue abilità nella lotta combattendo la criminalità. La ragazza è inizialmente una compagna di classe di Gohan e scoprirà che il ragazzo è la vera identità del supereroe locale Great Saiyaman. Sotto minaccia di rivelare pubblicamente il suo segreto, costringe Gohan a insegnarle la tecnica della levitazione e il controllo del ki. Prende poi parte al Torneo Tenkaichi, dove viene ridotta in fin di vita da Spopovitch. Dopo la sconfitta di Majin Bu si sposa con Gohan, diventando maestra di arti marziali in un dojo, e mette al mondo una figlia di nome Pan. Fa delle brevi apparizioni anche in Dragon Ball GT, mentre in Dragon Ball Super, essendo incinta di Pan che ha sangue Saiyan, aiuta Goku nella sua prima trasformazione in un Super Saiyan God. È doppiata in giapponese da Yūko Minaguchi (Z e Super) e Shino Kakinuma (Kai) e in italiano da Cinzia Massironi.

#### Kibith
Kibith (キビト?, Kibito) è l'assistente e guardia del corpo del Kaiohshin dell'Est. Ha il potere di guarire qualsiasi ferita e di teletrasportare se stesso o chiunque altro in qualsiasi parte dell'universo. Partecipa al Torneo Tenkaichi sotto mentite spoglie, durante il quale chiede a Gohan di rivelare tutta la sua forza. Viene in seguito ucciso da Darbula, ma è riportato in vita da Shenron. Si fonde poi per sbaglio con il Kaiohshin dell'Est tramite gli orecchini Potara, dando vita a Kibitoshin. In Dragon Ball Daima è diviso da Kaiohshin dell'Est, raccontando di esserci riuscito grazie al corpo di Majin Bu. In Dragon Ball Super appare nuovamente fuso in Kibitoshin e, grazie al drago Polunga, esprime il desiderio di dividersi; così facendo Kaiohshin dell'Est e Kibith ritornano a essere nuovamente due individui distinti. È doppiato in giapponese da Shin Aomori e Yūsuke Handa (bambino (Daima)) e in italiano da Roberto Colombo (Z) e Gianni Gaude e Silvio Pandolfi (Super).

#### Gotenks

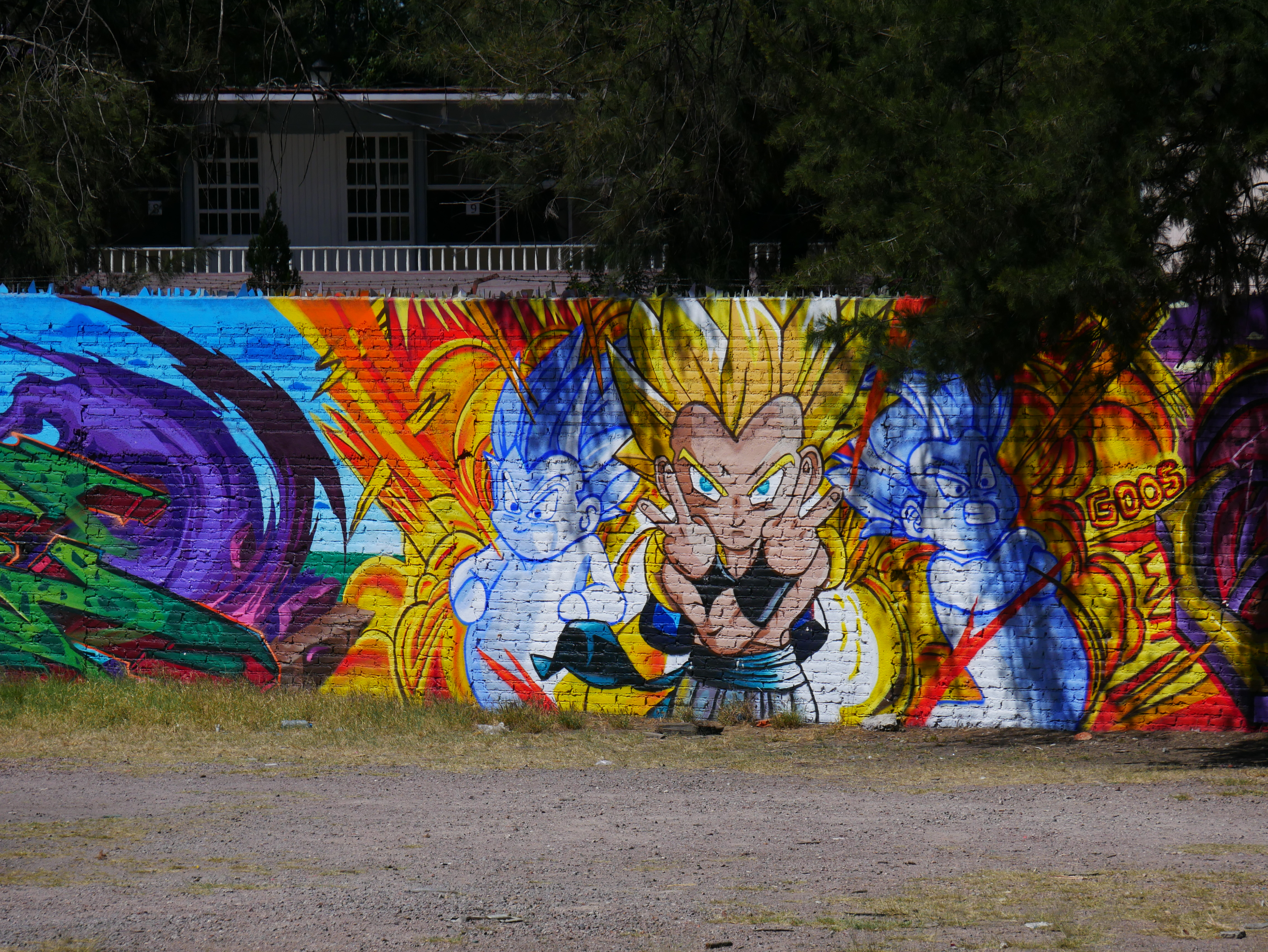
Murales raffigurante Gotenks

Gotenks (ゴテンクス?, Gotenkusu) è un guerriero generato dalla fusione tra Goten e Trunks. Ha un carattere vivace, spavaldo, irresponsabile e arrogante. Nonostante la giovane età dei due piccoli Saiyan, Gotenks è il solo oltre a Goku a raggiungere lo stadio di Super Saiyan III. Oltre a saper utilizzare tutte le tecniche di Goten e Trunks, ne possiede anche delle sue, che risultano efficaci ma infantili. Riesce a tenere testa a Majin Bu, fino a quando, dopo mezz'ora e a causa dell'enorme consumo di energia richiesto dalla trasformazione, la fusione si interrompe. Gotenks appare anche in Dragon Ball Super dove tenta di fermare Beerus venendo sconfitto facilmente. È doppiato in giapponese da Masako Nozawa e Takeshi Kusao e in italiano da Monica Bonetto (Z e Super) e Jacopo Calatroni (Super, 2ª voce).

#### Vegeth
Vegeth (ベジット?, Bejitto), Vegekou nel doppiaggio italiano dell'adattamento animato, è il risultato della fusione tra Goku e Vegeta tramite gli orecchini Potara. Similmente a Vegeta, si dimostra a momenti cinico e arrogante, ma nel personaggio si notano anche sfumature di scherzosità e bontà d'animo, tipici tratti di Goku. In quanto fusione di Goku e Vegeta, è in grado di eseguire tutte le tecniche conosciute dai due Saiyan, tuttavia è in possesso anche di tecniche originali, come la Kamehameha Finale. Vegeth è in grado di trasformarsi in Super Saiyan e Super Saiyan blu; a detta del Kaiohshin dell'Est, in quest'ultima forma il suo potere supera persino quello di un Dio della distruzione. Goku e Vegeta ricorrono alla fusione per affrontare Majin Bu in Dragon Ball e Zamasu Fuso in Dragon Ball Super. È doppiato in giapponese da Masako Nozawa e Ryō Horikawa e in italiano da Paolo Torrisi (Z) e Claudio Moneta e Gianluca Iacono (Super).

#### Bra
Bra (ブラ?, Bura) è la figlia di Vegeta e Bulma, nonché la sorella minore di Trunks. Proprio come il fratello, è per metà umana e per metà Saiyan. Benché abbia fatto la sua prima apparizione in Dragon Ball Z durante il 28º Torneo Tenkaichi, le circostanze della sua nascita sono state approfondite in Dragon Ball Super. Whis la fa infatti nascere in anticipo con i suoi poteri per permettere a Vegeta di partecipare al Torneo del Potere. In Dragon Ball GT Bra appare come un'adolescente arrogante e intraprendente. In giapponese è doppiata da Tomiko Suzuki (Z e GT) e Hiromi Tsuru (Kai e Super) e in italiano da Jenny De Cesarei.

#### Ub
Ub (ウーブ?, Ūbu) è la reincarnazione umana della parte cattiva (infine purificata) di Majin Bu. Dopo la sconfitta di Bu, infatti, Goku esprime il desiderio che il suo avversario possa rinascere nelle vesti di una persona buona per poterlo sfidare nuovamente, e viene accontentato da Re Enma. Ub partecipa al 28º torneo Tenkaichi per guadagnare il denaro necessario a sfamare il suo villaggio. Qui si scontra con Goku, che, impressionato dalla sua forza, decide di allenarlo per farlo diventare il nuovo guardiano della Terra. In Dragon Ball GT appare cresciuto e potenziato. Di fronte alla minaccia rappresentata da Baby si fonde col Bu buono, dando vita a Super Ub, ottenendo nuove abilità e rafforzandosi ulteriormente. Ricompare durante l'arco di Super C-17, dove uccide da solo quasi tutti i Saibaimen, e durante l'arco dei draghi malvagi, dove aiuta Goku nel combattimento contro Ii Shenron. In Dragon Ball Super, lo si rivede intento ad aiutare i suoi fratelli più piccoli al villaggio: nel finale dello scontro tra Goku e Molo viene invitato dal Grande Kaiohshin a donare la sua energia, riuscendo a rendere Goku più potente e contribuendo in maniera fondamentale alla sconfitta dello stregone. È doppiato in giapponese da Megumi Urawa (Z e Kai) e Atsushi Kisaichi (GT) e in italiano da Patrizia Mottola (Z) e Nicola Bartolini Carrassi (GT).

### Personaggi introdotti negli anime

#### Garlic Jr.
Garlic Jr. (ガーリック・ジュニア?, Gārikku Junia) è l'antagonista principale del film Dragon Ball Z - La vendetta divina. In Dragon Ball Z si libera dalla prigionia utilizzando il Pianeta dei Demoni come fonte di alimentazione. Dopo aver catturato Dio e Mr. Popo, fa il lavaggio del cervello a tutti gli esseri viventi del mondo con la polvere magica. Viene infine sconfitto da Gohan dopo che quest'ultimo distrugge il Pianeta dei Demoni facendolo così svanire. È l'unico personaggio originale dei film ad apparire anche nella serie TV. È doppiato in giapponese da Akira Kamiya (La vendetta divina) e Shigeru Chiba (Z) e in italiano da Giovanni Battezzato.

#### Broly
Broly (ブロリー?, Burorī) è un Saiyan che appare nei film Dragon Ball Z - Il Super Saiyan della leggenda, Dragon Ball Z - Sfida alla leggenda, Dragon Ball Z - L'irriducibile bio-combattente e Dragon Ball Super - Broly. Broly nasce con un potere più grande di molti Saiyan adulti d'élite. Da adulto diviene mentalmente instabile, al punto da andare su tutte le furie nel momento in cui riconosce Goku solamente perché da neonato questi lo aveva disturbato col suo continuo pianto dalla culla accanto alla sua. Tale condizione di instabilità mentale viene spiegata col suo essere un Super Saiyan leggendario come viene raccontato nelle leggende dei Saiyan.

#### Paikuhan
Paikuhan (パイクーハン?, Paikūhan) è un alieno che diventa amico di Goku durante la sua permanenza nell'aldilà. Nonostante sia un personaggio apparso esclusivamente nell'anime, Paikuhan è stato ideato e disegnato da Toriyama, che per le sue espressioni facciali si è basato su quelle di Piccolo. Paikuhan ha avuto la possibilità di mantenere il proprio corpo e allenarsi nell'aldilà con il Re Kaioh dell'Ovest, diventandone il migliore allievo. Partecipa al torneo dell'aldilà, dove sconfigge molti avversari prima di arrivare in finale con Goku. Si dimostra allo stesso livello del Saiyan, ma viene infine sconfitto, dopo che Goku scopre il punto debole della sua tecnica Lampo Tonante. È doppiato in giapponese da Hikaru Midorikawa e in italiano da Paolo Sesana.